# 顿巴斯战争
顿巴斯战争，或稱东乌克兰战争、俄羅斯入侵頓巴斯，指2014年2月23日至2022年2月24日發生在乌克兰东南部頓巴斯地區的混合戰爭。由俄罗斯支持下的乌克兰东部和南部俄语地区亲俄势力與乌克兰政府軍交戰，亲俄势力要求将这些地区并入俄罗斯联邦。
在2014年發生的广场起义後，親俄的前烏克蘭總統亞努科維奇逃離烏克蘭，克里米亞被俄羅斯併吞。而頓巴斯地區也爆發了親俄抗議活動，隨後有武裝分子佔領當地政府建築並且宣佈獨立（即頓涅茨克人民共和國、盧甘斯克人民共和國，二者一度联合成立“新俄羅斯聯邦”）。而因應內戰的情況，在2014年4月起，烏克蘭政府開始進行「東部反恐行動」，試圖統一被親俄武裝佔領的割據地區，也取得了一定的成果並奪回國土。然而俄羅斯在夏季秘密再派遣軍隊入烏，這次是協助親俄武裝收復失去的領土，衝突期間發生俄方誤擊馬來西亞航空17號班機的事件。相關行動被情報發現後，烏克蘭官員又形容為入侵。
這場戰事曾分別因2014年與2015年兩次明斯克協議簽署而有所趨緩，但分離勢力沿著兩個爭議地區的邊界繼續與烏軍方對峙，雙方在固定的防線上陷入消耗戰。2022年2月24日，俄羅斯全面入侵烏克蘭，顿巴斯战争被併合入俄罗斯侵略作戰中的东乌克兰攻势。

## 背景

### 歷史因素
俄羅斯民族主義者認定的新俄羅斯是一個歷史名詞，其歷史上的疆域包括黑海北部連接俄罗斯帝国的領土，於十八世紀下半葉第五次俄土战争時產生，包括今烏克蘭東南部各州，以及庫班地區，是叶卡捷琳娜二世於俄土戰爭後取得之俄羅斯領土。這個詞一直使用到1917年的十月革命後，之後新成立的蘇聯政府教育將新俄羅斯土地的割讓视作為十月革命的結果以及對烏克蘭蘇維埃社會主義共和國和俄羅斯蘇維埃聯邦社會主義共和國兩國之間的分歧的妥協。烏克蘭的獨立正是因為列寧簽訂了布列斯特-立陶夫斯克條約，史達林時期烏克蘭成為聯合國安全理事會常任理事國的蘇聯一國三票的由來在此，蘇聯共產黨總書記約瑟夫·史達林並給予烏克蘭獨立國家地位，並將二戰前瓜分波蘭之利沃夫領土劃歸烏克蘭管轄，理由是讓烏克蘭民族統一在一個國家裡，蘇聯共產黨第一書記尼基塔·赫魯雪夫在1954年又將克里米亞劃歸烏克蘭管轄。
烏克蘭東南部較早被征服，俄羅斯化較深，而在1991年苏联解体後烏克蘭執行一系列去俄羅斯化政策引起當地俄裔不滿衝突逐漸暴發到東南部各州，但是在頓巴斯地區抵抗強度最高。顿涅茨克人民共和國和盧甘斯克人民共和國在衝突後自行宣佈獨立，而後兩國合併成立新俄羅斯聯邦。

#### 羅斯-魯塞尼亞聯繫
在1200年前基輔羅斯是俄羅斯、烏克蘭（小俄羅斯）、白俄羅斯（白羅斯）等東斯拉夫人族羣共同的文化搖籃，三方都認為基輔羅斯是羅斯文明之母。蒙古入侵瓦解基輔羅斯後，立陶宛大公國及波蘭王國先後入主並管治起蒙古羅斯外的東斯拉夫領土，在哥萨克酋长国與俄羅斯沙皇國簽訂佩列亞斯拉夫條約以獲得沙皇保護，到彼得大帝時期全俄羅斯完成吞并烏克蘭，逐步擴大俄羅斯帝國版圖至原羅斯諸公國領土。

#### 東西文明分演
蒙古征服俄羅斯後以東斯拉夫人為主體的古基輔羅斯滅亡，東西羅斯在受不同文明的影響下出現進一步演變分化。蒙古金帳汗國時建立的莫斯科公國，逐漸擴張勢力而不斷兼併了蒙古羅斯諸公國，而金帳汗國內部此間是陷入汗位爭奪、分裂成許多汗國如喀山汗國、阿斯特拉罕汗國和克里米亞汗國，莫斯科之後是瓦解了在東歐和中亞諸多蒙古汗國勢力，崛起成為一個強勢王國；而魯塞尼亞（烏克蘭及白羅斯）被立陶宛大公國入主，隨後成為了波蘭立陶宛聯邦一份子。烏克蘭中部的哥薩克人因波蘭王國後面主導聯邦成員偏向天主教才能獲得更優待遇，和聯邦是發生起衝突。西部烏克蘭的利沃夫成為小波蘭的一部份；中部烏克蘭成立哥萨克酋长国後，是由要求改為加入文化相同的俄罗斯正教会：最終當地哥薩克議會於1654年通過《佩列亞斯拉夫條約》，而選擇與沙皇合作。到18世紀末烏克蘭大部因瓜分波蘭被俄羅斯帝國吞併，不過最西部的加利西亞地區就歸奧匈帝國管治，在那裡是產生了近代烏克蘭民族主義思想，隨著蘇聯解體後烏克蘭的獨立和烏克蘭語的推廣，烏克蘭向西方靠攏的趨勢加大，與現代俄羅斯間矛盾再次加深。

#### 烏克蘭大饑荒和俄羅斯殖民
1932至1933年間蘇聯最高領導人斯大林為了打壓烏克蘭民族思想以鞏固蘇維埃政權權威，主導了烏克蘭大饑荒導致估計400萬名烏克蘭人被餓死，多國研究學者都認同這次災難是有預謀的種族清洗。為了填補這些死去的勞動力以恢復農作物生產，大饑荒結束後蘇聯從烏克蘭以外調派了超過11萬人遷入烏克蘭，這些遷徙者主要來自俄羅斯並定居於烏克蘭的東南部地區，他們即是2014年為止第一母語為俄語的烏克蘭人的祖先。蘇聯和蘇聯解體後的俄羅斯政權都持續否認且壓制媒體報導大饑荒是人為災難，例如2017年11月23日俄羅斯外交部在推特發文指「基輔（政權）指這次慘劇為種族清洗是有違歷史事實（...）那時候俄羅斯和其他蘇聯人也同樣飽受了大饑荒摧殘。」

### 衝突導火線
2013年11月底到2014年2月下旬，由于时任乌克兰总统亚努科维奇受到俄方压力，停止与欧盟签署联系国协定，引发亲欧民众示威等一系列国内政治危机，最终导致亚努科维奇被解除职务，前往俄罗斯寻求庇护。随后，乌克兰反对派上台，组建了临时政府。随后就发生2014年克里米亚危机，在俄罗斯派出沒有徽章的蒙面部隊的介入下，克里米亚在极短的时间内通过公投并入俄罗斯。乌克兰随后举行了总统选举，波罗申科当选为新一任总统。

### 俄方干预
俄罗斯部分国内媒体認為，美國在烏克蘭危機中扮演積極的角色，且使用雙重標準看待克里米亞獨立公投、烏克蘭政權更迭以及科索沃戰爭，其北約東擴的政策和顏色革命試圖顛覆其政權是導致烏克蘭內戰的主要原因。美國等西方國家則指責俄羅斯煽動並支持烏克蘭東部分離主義武裝發動叛亂，美國及許多其他西方國家對俄羅斯發動經濟制裁。而俄羅斯媒體聲稱高達5,000名烏克蘭平民被政府軍砲擊而死亡的人道主義危機，西方國家及媒體並未給予高度關注，是雙重標準。俄罗斯的舆论不能接受失去在乌克兰的影响力，而由于乌克兰对于俄罗斯的重要地位，将乌克兰纳入俄罗斯主导的欧亚一体化进程，使之成为俄罗斯实现大国崛起的战略依托是普京治下的俄罗斯的重要目标，但由于西方日益深入地介入乌克兰事务，在乌克兰与俄的竞争日益激烈，而俄罗斯发展模式及其主导的欧亚一体化在与欧盟和北约的竞争中日益失去吸引力，俄罗斯对于乌克兰倒向西方的担忧和挤压俄战略空间的不容忍致使其强硬应对亲西方的乌克兰。对普京而言，“基辅倾向西方的行动对俄罗斯是一种冒犯，对醉心于帝国原有疆界的人来说，这是一场零和博弈。”

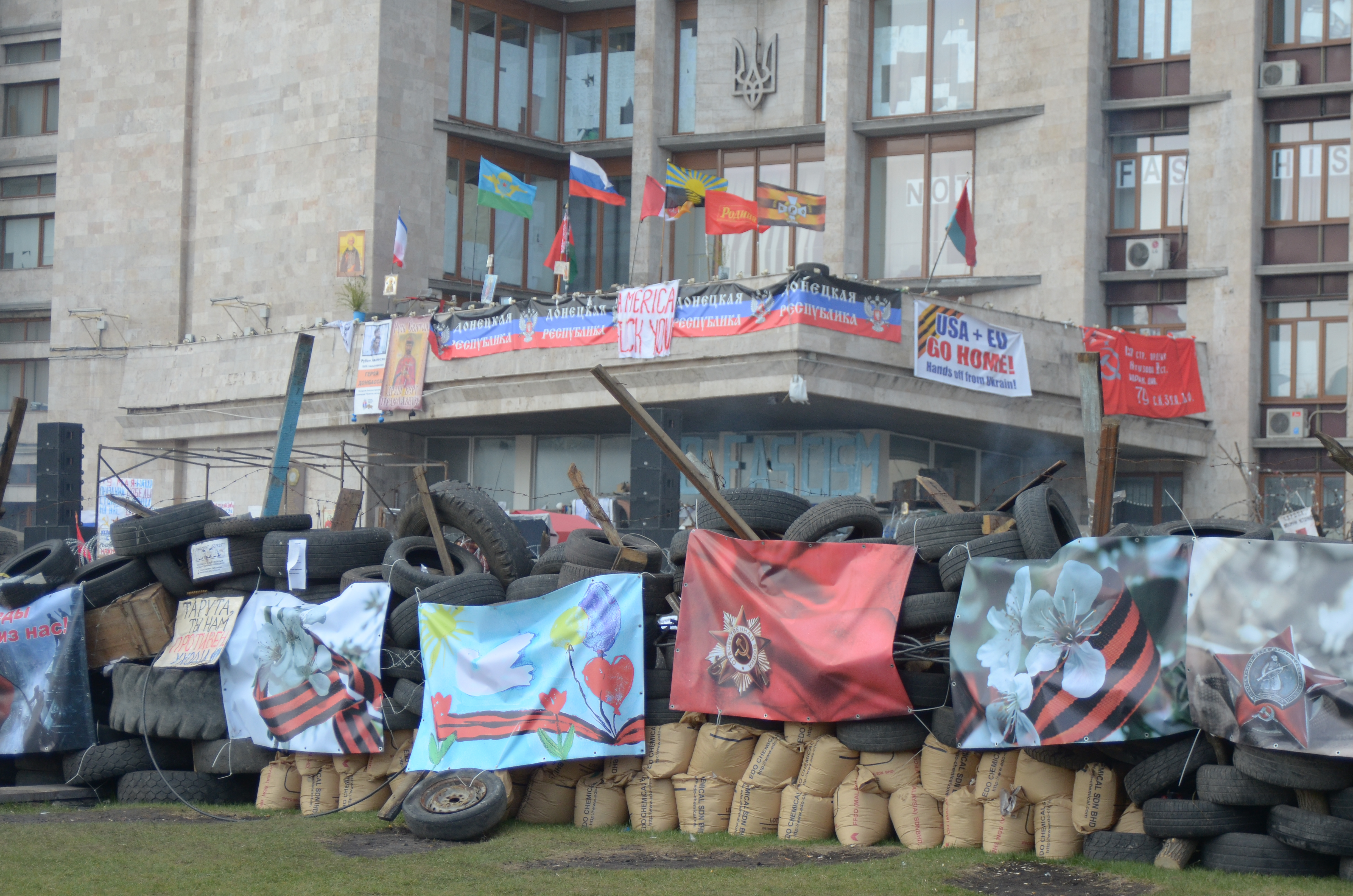
顿涅茨克亲俄派占领政府大楼。
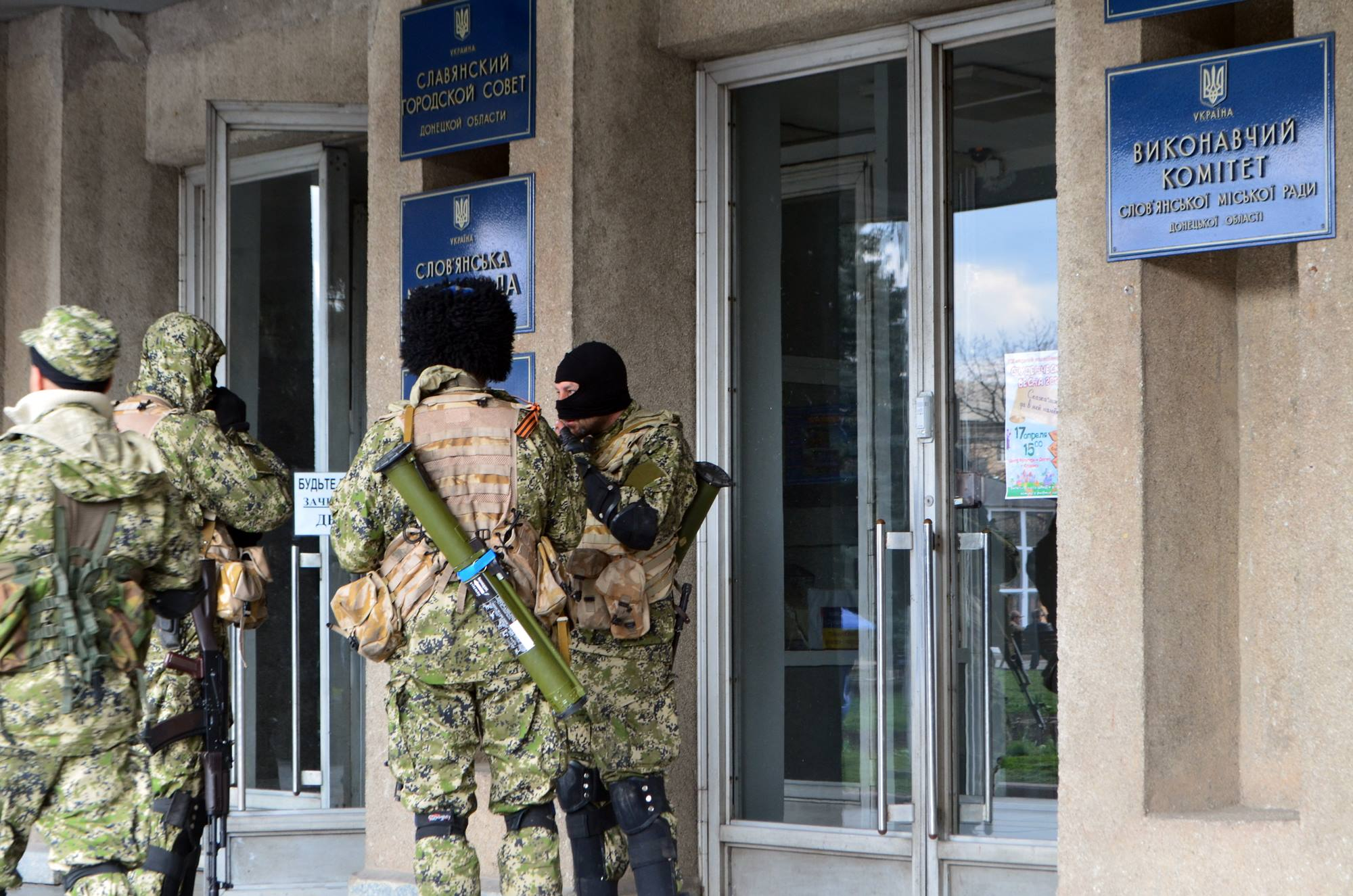
无标识的武装人员占领斯拉維揚斯克。
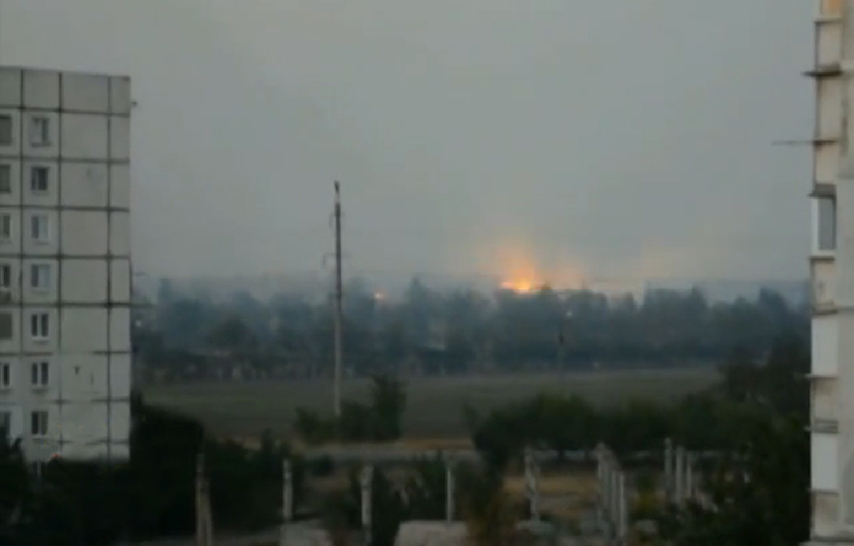
在馬里烏波爾的政府軍使用BM-21火箭炮轟炸敵軍。

## 導火線

### 親歐盟示威與亞努科維奇政府下台
2013年11月21日，乌克兰政府决定，暂停有关与欧盟签署联系国协定的准备工作，同时表示将加强与俄罗斯等其他独联体国家的经贸关系。乌克兰社会和政治危机自此爆发，觸發烏克蘭親歐盟示威運動。
至2014年2月22日，烏克蘭國會解除亞努科維奇的總統職權使其下台，佔領獨立廣場的示威者衝進政府大樓並控制基輔。不過當時亞努科維奇稱這是一場政變，俄羅斯亦質疑此事的合法性，認為是武力政變，拒絕承認反對派國會議長亞歷山大·圖奇諾夫領導的烏克蘭臨時政府；但歐盟、美國及聯合國都予以承認。之后亚努科维奇被迫逃亡俄罗斯，图奇诺夫成为乌克兰代理总统。

### 克里米亞公投獨立

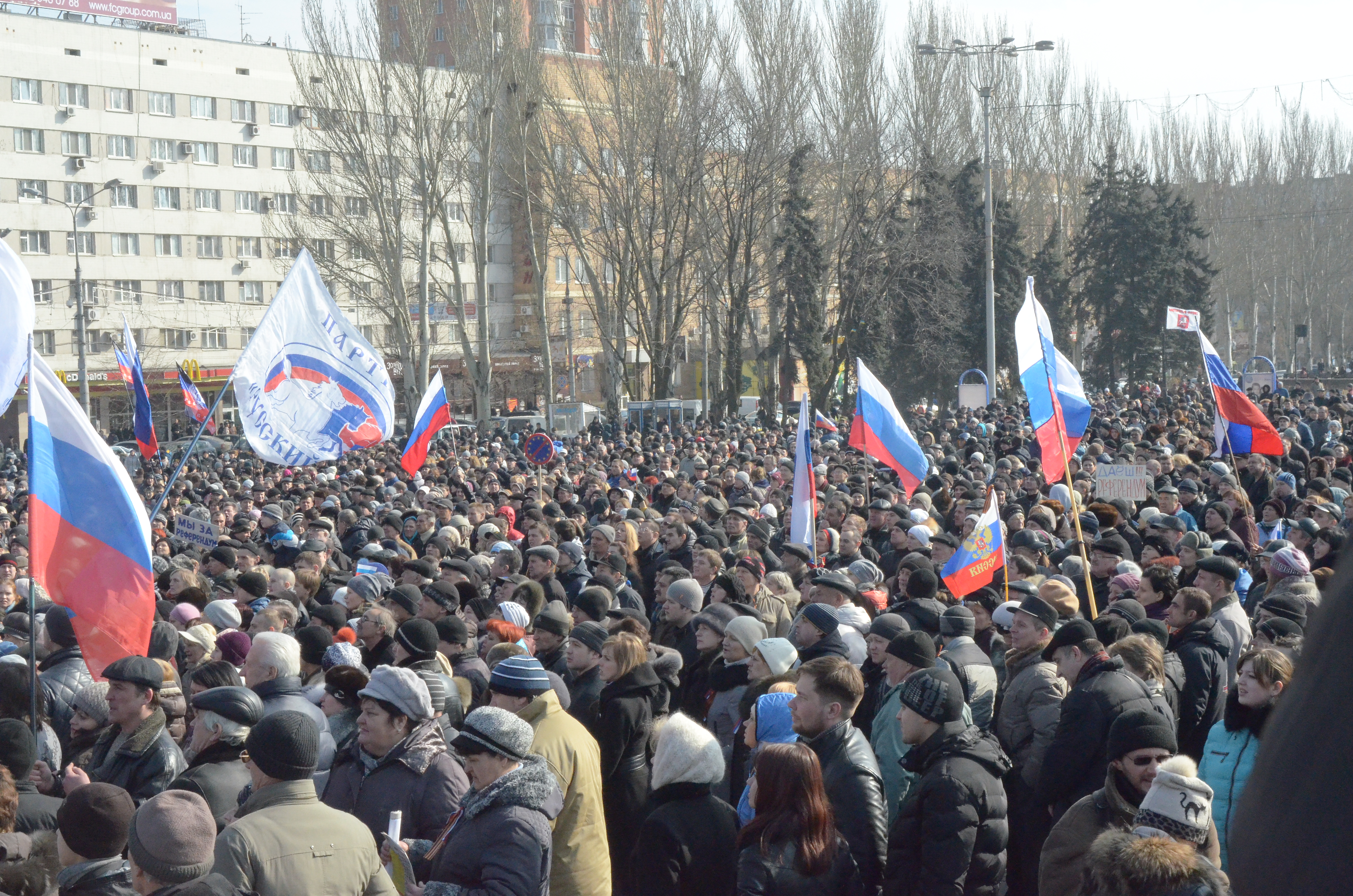
2014年3月9日，頓涅茨克親俄抗議者

2月22－23日，俄罗斯总统普京通宵召开国安会议，商讨解救被废黜的亚努科维奇。会议结束时普京说：“我们一定要开始设法让克里米亚回归俄罗斯。”。自2月26日起，俄羅斯駐軍联合克里米亞親俄議員開始逐步控制克里米亞半島。2月27日，广泛被认为是俄罗斯特种部队的无徽章军人占领了克里米亚最高议会以及辛菲罗波尔的市政大厅。 在军人占领的时候，召开了一次紧急议会，决定结束现有克里米亚政府统治，选謝爾蓋·阿克肖諾夫作为新任克里米亞部長會議主席（政府总理） 。阿克肖諾夫属于「俄罗斯统一党」，在上一次选举只得了4%的选票。随后，克里米亞議會亦宣布在克里米亞舉行全民公投。全民公投於3月16日舉行，當地居民以俄羅斯族為多數，亦有部分克里米亞韃靼人抵制公投。最後克里米亚政府宣称97%的贊成票支持克里米亞獨立。公投前夕，聯合國安理會表決一項聲明公投無效且不影響克里米亞地位，維護烏克蘭主權、獨立、統一及領土完整的無約束力決議，其中俄羅斯運用了她的否決權令決議未獲通過。公投結果公布後歐盟、美國等國家譴責俄羅斯，烏克蘭及美國等國家均不承認此次公投，但克里米亞於3月17日即宣布獨立並要求加入俄羅斯聯邦，於3月18日簽署加入聯邦的條約，並於3月21日在普京簽署法案下正式生效。3月27日，聯合國大會則以100票贊成，11票反对，58票棄權通過了一項「支持烏克蘭領土完整，克里米亞公投無效」的無約束力議案。
克里米亞入俄後，愈來愈多居於當地的烏克蘭人離開並轉往烏克蘭其他區域。联合国难民事务高级专员办事处於5月20日表示已統計到10000人進行遷移，並急需社區服務及住所，這些遷移的居民主要都是克里米亞韃靼人，他們離開的原因主要都是感到不安全及怕會受逼害。

## 冲突過程

### 東烏克蘭親俄示威及公投獨立

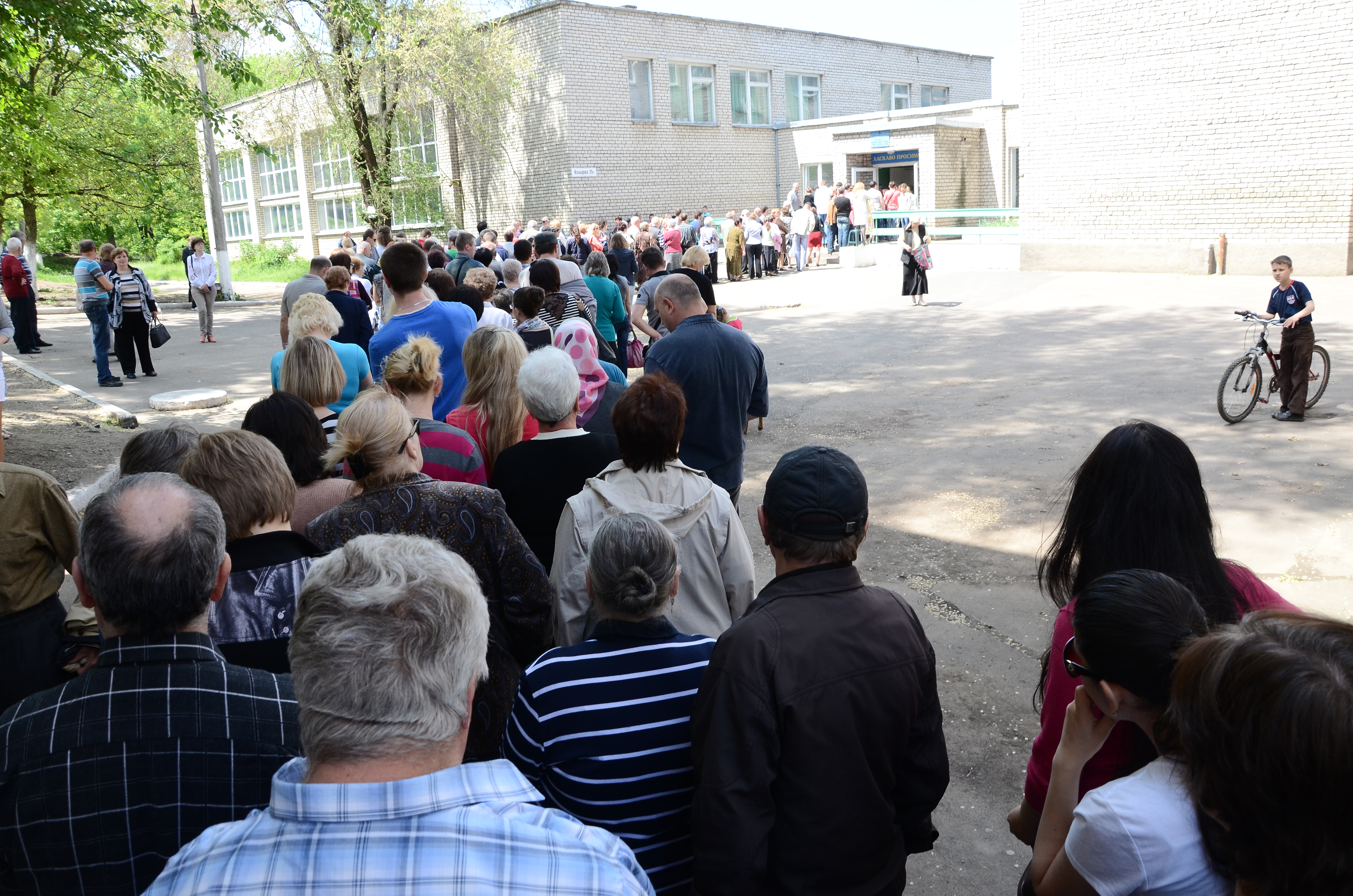
5月11日在頓涅茨克的「獨立公投」，不獲國際承認

東烏克蘭各地在克里米亞公投後亦爆發親俄示威，他們亦要求在東烏克蘭舉行像克里米亞一樣的公投，加入俄羅斯聯邦。示威者屢次與警察發生衝突，更於4月6日攻佔了頓涅茨克的政府行政大樓及盧甘斯克的安全部門大樓，隨後分別在4月7日和4月27日宣布建立「頓涅茨克人民共和國」及「盧甘斯克人民共和國」，並決定在5月11日舉行公投決定是否獨立，5月7日時普京表示希望公投可以推遲。頓涅茨克州南部城市馬里烏波爾更在4月17日爆發親俄武裝份子與烏克蘭軍隊的衝突，烏克蘭內政部長阿瓦科夫聲稱有親俄武裝分子襲擊當地國民衞隊基地，烏軍作出反擊擊斃三名武裝分子。接著東烏克蘭各地亦繼續有親俄份子佔領政府大樓的事件。親俄武裝份子亦控制了斯拉維揚斯克，烏克蘭政府宣稱要是進行反恐行動，自4月起派軍試圖重奪而與武裝份子發生多次激烈戰鬥。另外在4月25日，有12名歐安組織觀察員被親俄分子拘留，親俄分子希望以這12名觀察員作為人質交換被烏克蘭政府拘禁的親俄示威者，但最後全部人質在無條件情況下被釋放。
東烏克蘭武裝份子於5月11日如期舉行他們控制下的獨立公投，烏克蘭國民衞隊為了阻止公投，在公投當日試圖控制紅軍城市政厅，遂與建築外群眾發生衝突，國民衞隊在衝突中更向群眾開火，至少造成一死兩傷，但公投還是繼續下去。親俄部隊隨後宣布公投結果，稱於頓涅茨克州有89%的人支持獨立；盧甘斯克更有96%，親俄份子遂宣布兩州正式獨立並申請加入俄羅斯聯邦。然而烏克蘭一直不承認這場公投，圖奇洛夫稱這場公投非法，乃是掩蓋謀殺、綁架、暴力和各種嚴罪行的宣傳；烏克蘭國家安全委員會主席安德里·帕魯比更稱這場公投是普京的宣傳鬧劇，如同希特勒於奧地利所作的公投；歐盟及美國亦指這場公投並不合法，拒絕承認。俄羅斯總統府則發表聲明對兩州人民在公投中表達的意願表示尊重，期望基輔與兩州代表們以和平原則溝通並執行公投結果，停止暴力。俄羅斯總理梅德韋傑夫則表示俄國並無義務拒絕插手當地事務，不願保証會確保烏克蘭領土完整。不過，俄羅斯並沒有正面承認兩州獨立，亦沒有正面回應其入俄申請。

### 9月5日明斯克協議前武裝衝突

战争初期战线变化

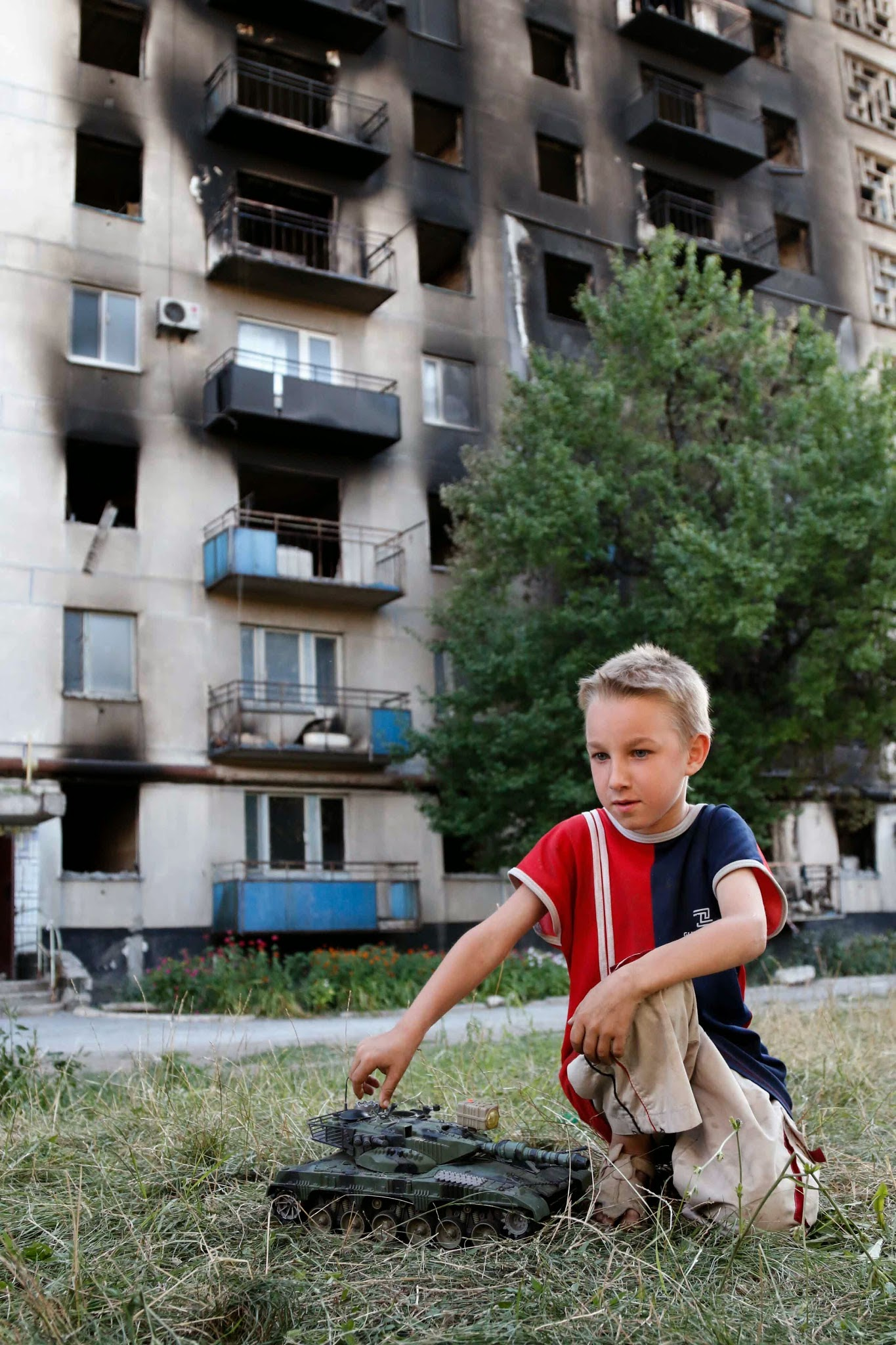
被摧毁的卢甘斯克公寓楼

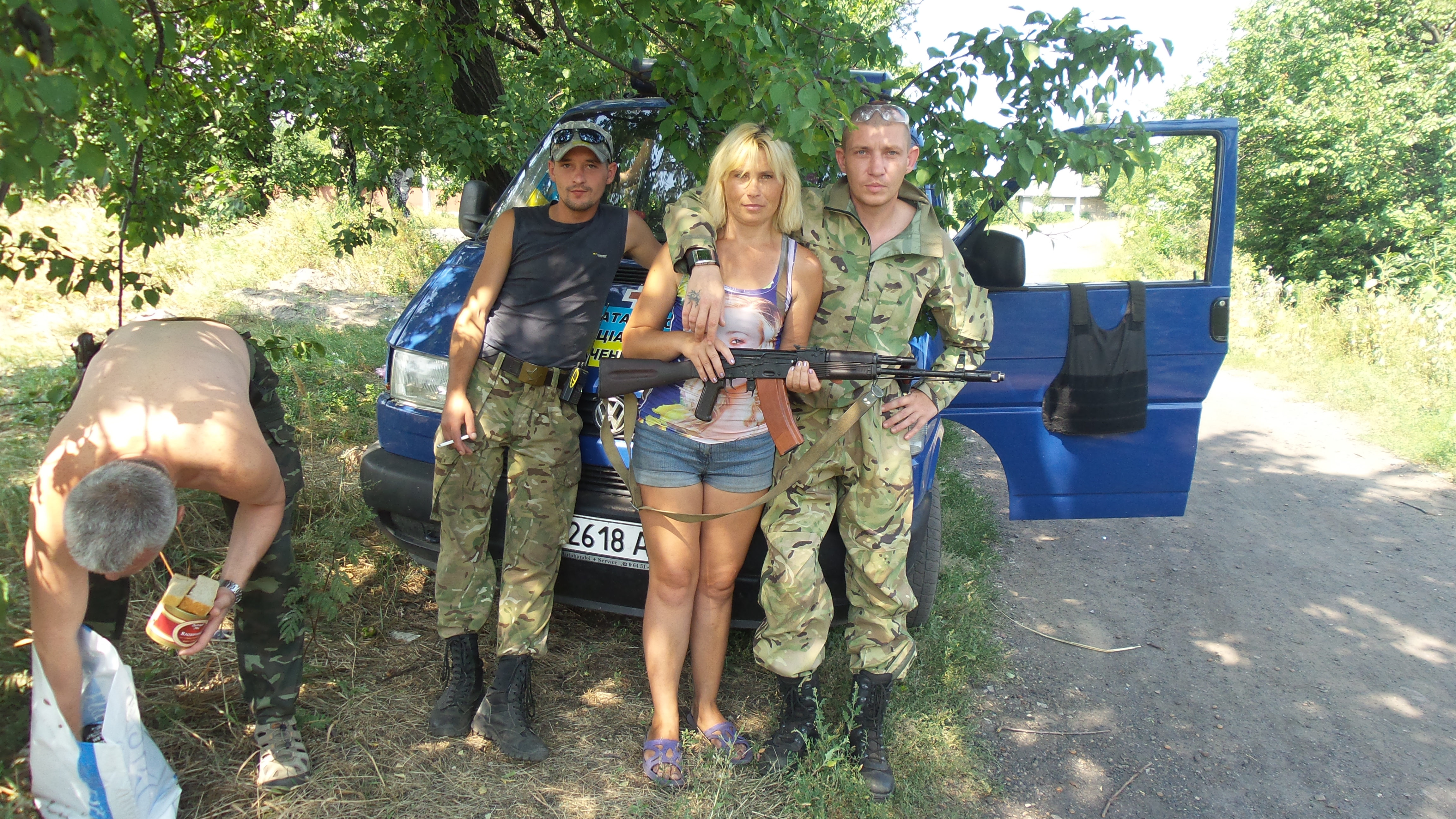
“顿巴斯”志愿者武装，持有AK-74M突击步枪，ZU-23-2雙管高射炮，AGS-30榴彈發射器和RPG-7

在5月25日烏克蘭總統選舉，因親俄武裝份子的阻撓，頓涅茨克州许多票站未能開放。而選舉後武裝份子與烏軍持續爆發激烈衝突，5月26日，親俄武裝份子於早上佔據了頓涅茨克機場，烏軍隨後為重奪機場，派出攻擊直升機攻擊機場內的武裝份子，據俄羅斯傳媒報導，烏軍动用了蘇愷25、米格-29戰鬥機及米-24直升機參戰，終宣布重奪機場控制權。在奪取頓涅茨克機場的行動中，共有約五十名親俄武裝分子被擊殺，另有數十人受傷。而在斯拉維揚斯克，5月29日有軍方直升機遭親俄武裝分子用肩托式導彈擊落，造成12名軍人死亡，包括一名將領。乌克兰西部志愿者武裝也参加了政府军对亲俄武装分子的攻击行动。
6月20日，烏克蘭總統波羅申科提出和平建議，並實施為期一週的政府軍方面的單方停火。普京對此表示支持。其後，波羅申科更宣佈延長停火令至6月30日。但最終，和談並沒有成果，7月1日烏克蘭總統宣布停火結束，政府軍繼續對烏克蘭東部的親俄分離反叛活動進行打擊，正式終結了僅僅維持了10天的停火。烏克蘭總統表示這是因為反叛者拒絕放下武器，並且還在繼續攻擊政府軍隊。。 
7月初，烏克蘭政府軍進攻親俄羅斯分離主義者並且成功奪回了一些他們佔領的據點，包括斯拉維揚斯克。親俄分離主義者則退至頓涅茨克重新集結。
7月17日，由阿姆斯特丹飛往吉隆坡的馬來西亞航空17號班機在頓涅茨克州上空被SA-11導彈擊落，造成機上298人全部死亡，烏克蘭政府軍、東部叛軍和俄羅斯政府均否認自己与袭击有关。
8月26日，10名来自331空降团士兵于顿内斯克地区被俘虏。俄罗斯宣称这些士兵是误入乌克兰境内。

### 明斯克協議
武裝份子與烏克蘭軍隊於東烏克蘭戰事不斷，雙方於東烏克蘭人口稠密區域使用重型武器後更令平民傷亡數字增加，截至8月27日，聯合國估算衝突已造成2593人死亡，而平均每日有36人因衝突而死。烏克蘭軍方指俄羅斯已經派出軍用車輛、坦克及重型武器進入烏克蘭境內參與作戰，西方一直指俄羅斯一直支持東烏克蘭武裝份子，藉救援車輛為掩飾將物資送給他們；而俄羅斯對這些指控都一直予以否認。。8月27日，俄烏兩國總統於白俄羅斯首都明斯克進行首次會面，但普京仍堅持衡突是烏克蘭的事，當由親俄武裝與烏克蘭政府洽商，俄羅斯只能夠為和談提供互相信任氣氛。而烏克蘭政府和東烏克蘭武裝份子代表終在9月5日於明斯克達成協議，簽下《明斯克協議》，內容包括雙方停火。協議於當日14:00（GMT）正式生效。

### 9月5日簽訂停火協議後衝突

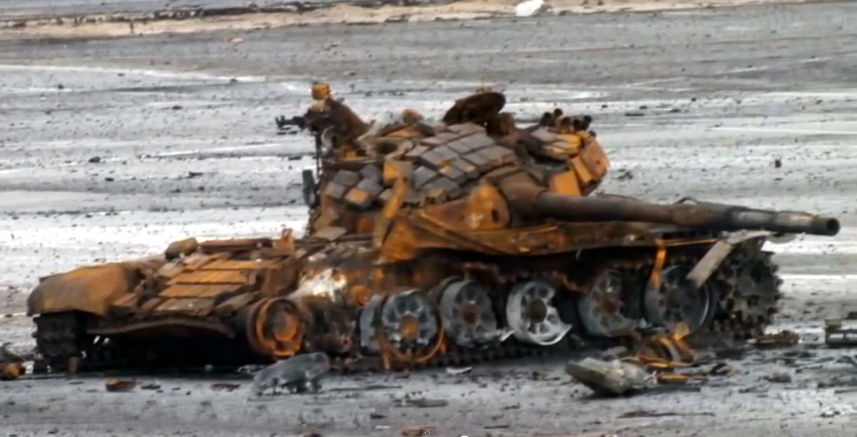
機場戰鬥的殘骸

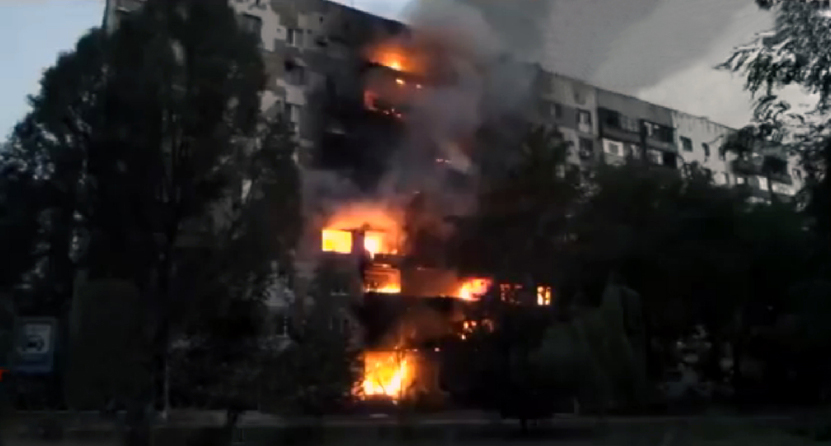
8月份戰事激烈的燃燒住宅

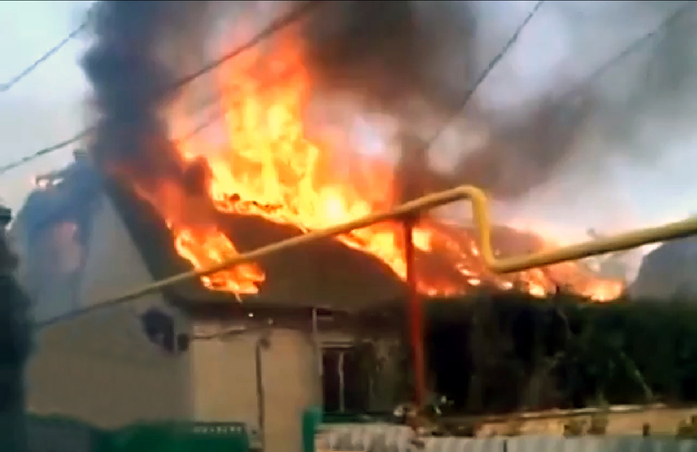
燃燒的顿巴斯住宅

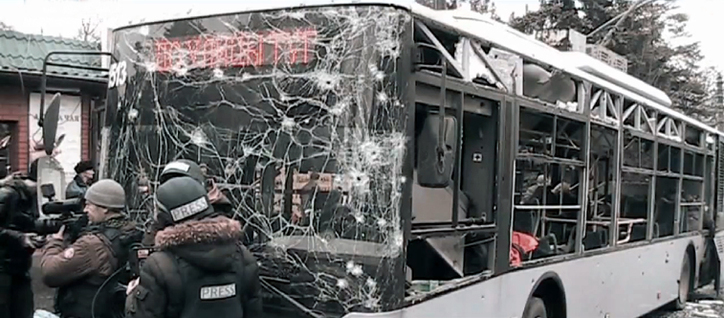
頓涅茨克的破壞行動

協議生效前數小時馬里烏波爾等地據報仍然有衝突，烏克蘭戰機仍在轟炸武裝份子陣地。而在生效翌日，雖然俄烏總統都報稱停火已大致執行，但作為衝突熱點的馬里烏波爾及頓涅茨克機場仍然發生衝突，馬里烏波爾據報發生炮擊，當時由政府控制的頓涅茨克機場附近亦有炮擊和槍擊9月13日上午，烏克蘭軍方宣布他們擊退了武裝份子對頓涅茨克機場的一次攻擊，而當地每天亦不斷傳出炮火聲。頓涅茨克武裝份子領袖指責烏克蘭多次違反停火協議，烏軍則指控武裝份子多次主動攻擊烏軍據點。日丹尼夫卡等地駐守的烏軍據報亦遭武裝分子攻擊，爆發激烈衝突，哥羅夫卡、傑巴利采韋、基洛夫斯克、多庫恰耶夫等多處地方傳出烏政府軍砲擊事件。雙方不斷的軍事衝突令明斯克協議中的停火條款面臨挑戰。歐洲安全與合作組織、俄、烏政府及武裝份子代表遂於9月20日加簽和平備忘錄，訂明雙方須撤走各自的「外國僱庸軍」，設立寛30公里的非軍事區，重型武器自前線後撤15公里的條款。
繼8月22日的第一批人道主義車輛進入烏克蘭後，9月13日俄羅斯再次在沒得烏克蘭政府准許，亦沒有紅十字會委員會人員陪同下派遣第二批人道主義物資的卡車越過俄烏邊境，並得親俄武裝份子護送。俄羅斯宣稱這些車輛對烏克蘭東部民眾發放運送一批共2000噸人道主義援助物資，包括食品、藥品、醫療設備等，但烏克蘭政府一直為防俄軍乘機入侵而一直拒絕車輛進入，及後對於俄方車輛再次擅自穿越邊界表示抗議，堅持人道物資該交給紅十字會接收運輸及派發，並指物資清單中有部分物品不能視為人道物資；美國表示俄羅斯人道主義援助違反國際法，人道主義車輛必須烏克蘭政府許可同意下能進境。不過俄羅斯一直否認車隊是乘機入侵，反而顧慮到烏東人道主義危機日益惡化，在烏克蘭一直阻止下才不等烏方許可而下令車隊前進。而及後俄羅斯仍然多次派出車輛宣稱運載人道物資到烏克蘭，至2015年1月8日已輸送了11批。

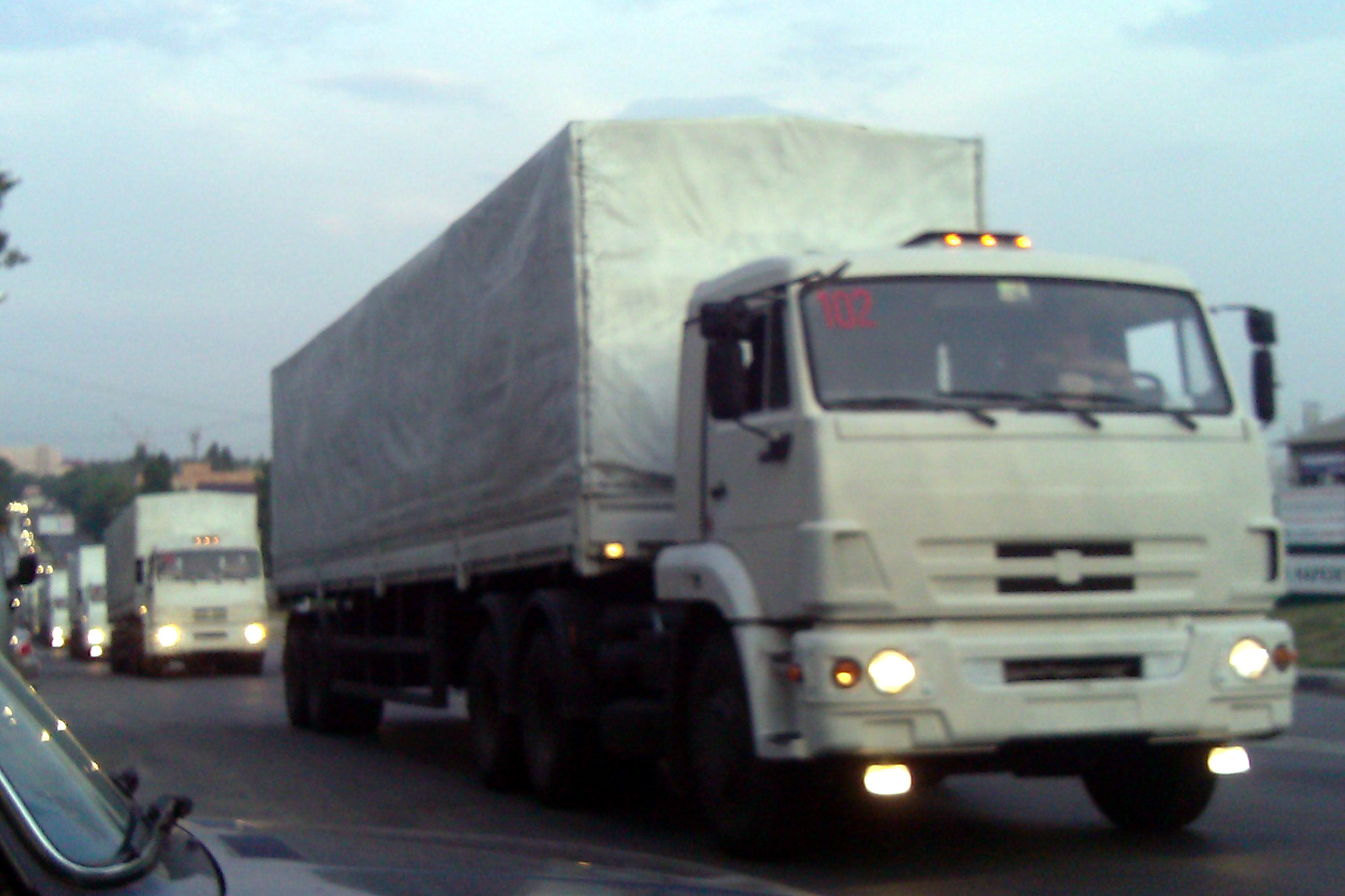
8月12日將進入烏克蘭境內的俄羅斯人道主義車輛

10月21日，人權觀察組織指出烏克蘭政府廣泛使用了被普遍禁用的集束炸彈，烏克蘭軍方即否認，但烏政府表示會作出調查及後烏克蘭國防部於12月初聲明烏軍從來沒有在東烏克蘭戰爭中使用集束彈。

### 核武威脅
西方一直在俄羅斯否認下堅稱其派軍參與東烏克蘭戰事，普京於8月29日在與青年營會面時指俄羅斯擁有核武，警告其他國家別招惹俄國；但9月4日北約峰會中北約宣布會加強與烏克蘭的合作關係，北約更表示因應愈來愈多証據顯示俄羅斯參與東烏克蘭戰事而研究設立一支快速反應部隊援助烏克蘭，普京遂於9月10日宣布俄國將發展新一批攻擊性武器，包括核武器及常規武器。而據俄媒報導，烏克蘭國防部長於9月15日稱，若世界無法協助烏克蘭抵抗俄羅斯，烏克蘭將重新發展本國核計劃。另外該國防部長亦於9月14日表示北約已開始向烏克蘭運送武器，但沒有表明是哪些北約國家提供武器，意大利、波蘭及挪威亦已否認。北約及烏克蘭於9月15日在利沃夫州舉行聯合軍演，北約官方表明沒計劃向烏克蘭提供武器，但也說個別成員國能夠據與烏克蘭的單邊協議運送武器。

### 俄羅斯傀儡當局對當地平民的酷刑
2014年8月，俄罗斯武装部队对頓內茨克市居民伊琳娜·多夫漢施以酷刑，只因她公开反对俄罗斯占领该市和完全由莫斯科控制的傀儡顿涅茨克人民共和国。她被锁在柱子上，在公众场合遭受殴打和羞辱。最後，在国际社会的要求，當局才應要求將多夫漢释放到烏方控制區 。
2014年10月7日，在俄罗斯占领的祖赫雷斯市发生了第一起公开的乌克兰战俘遭受酷刑事件，受害者是53岁的伊霍尔·科佐马。2015年2月，俄羅斯反對派領袖鲍里斯·涅姆佐夫在准备一份有关俄罗斯战争罪行的报告时在莫斯科街頭被連開多槍射殺 。

### 美國國會通過武器支援
12月13日 美國國會通過對支持烏克蘭的法案，該法案允許美國給予烏克蘭武器支持的法案，該法案授權奧巴馬對俄羅斯天然氣工業股份公司和國防產品出口公司等大型公司追加制裁措施；在2015財年劃撥3.5億美元向烏克蘭提供反坦克炮和穿甲彈、反砲兵雷達、無人機和通訊設備，等武器裝備，並授權奧巴馬向烏克蘭提供軍事裝備；給予烏克蘭、格魯吉亞和摩爾多瓦北約之外盟友的地位。俄羅斯外交部表示抗議。 

### 2015年
頓涅茨克機場一直是烏克蘭政府軍和東部親俄武裝份子的激烈戰場，多月來的戰鬥摧毀了機場內的建築，包括航站樓、控制塔以及跑道，讓機場成了廢墟。機場一度在2015年元旦時停火，但在1月中再度爆發激烈戰爭，至2015年1月22日，烏克蘭官員正式宣布放棄機場。同時，烏克蘭又指俄羅斯於兩國邊境的羅斯托夫地區有大型軍事調動，涉及BMD空降步兵作戰車、裝甲運兵車、坦克、自行火炮系統、移動火箭發射裝置、燃料車和載重汽車等軍用車輛，並指這些車輛大部分都沒有軍徽、側面標識或號牌。北約亦表示於烏東觀察到俄羅斯的電子戰裝置和防空系統。
1月24日，南部重鎮馬里烏波爾就遭受了火箭炮襲擊，造成了30人死亡，而東烏克蘭武裝份子領袖扎哈爾琴科更宣布進攻馬里烏波爾，表明不會與烏克蘭政府進行和談。俄羅斯外長拉夫羅夫則表示馬里烏波爾的襲擊和傷亡是烏克蘭軍方拒絕為履行明斯克協議談判及持續軍事鎮壓東烏克蘭引起的，並強調有必要對襲擊作出公正客觀調查。烏克蘭總理亞采紐克則指俄羅斯違反明斯克協議、國際法和人道準則，促請聯合國調查俄國在此事上角色。
2月3日，有消息称，美國考慮提供致命性武器援助烏克蘭政府軍，將提供的武器可能包括反坦克、防空和針對迫擊炮的系統。
據聯合國估計，烏克蘭衝突的受害者人數已經超過5300人，而非官方的數字则比这一数字高出10倍。冲突产生了近百萬的难民，其中可能有八十萬人逃往俄羅斯。

### 2015年新明斯克停火協議

根据《明斯克协定》划定的缓冲区地图

2月12日白俄羅斯，俄羅斯，德國，法國和烏克蘭的元首在白俄羅斯首都明斯克舉行峰會在談判中制定了明斯克協議 II條約中規定冲突双方撤离所有重型武器并后撤相同距离，以創造至少50公里（31英里）的军事缓冲区。其中，双方的100毫米以上口径火砲后撤70公里，而9A52-4旋風-S、颶風BM-27、BM-30龍捲風多管火箭炮系統和圓點-U戰役戰術彈道導彈系統需后撤140公里。
2月14日在停火協議前烏克蘭西部極端右翼民間人士邊界右區組織不滿意停火，不聽烏克蘭政府命令封鎖了烏克蘭軍隊的司令部，他們搶當地的房子並拿走財產。在該地區發現一輛卡車，其中有大量的家用電器：微波爐，電視機。烏克蘭西部部分組織擁有獨立於烏克蘭政府的武裝，烏克蘭政府此前是允許這類獨立武裝的民間組織存在以助東部反恐)而在2014年的明斯克協議簽訂後不久部分右翼組織才抗議過烏克蘭政府一次。
2月15日頓涅茨克人民共和國的代表指責基輔當局，經過一個小時的休戰後，烏克蘭軍隊在民兵陣地的位置開火。人民共和國的領導召開緊急會議分析了當時的形勢。
2月17日聯合國安理會一致通過俄羅斯對烏克蘭明斯克和平協議的一致草案。
2月20日，烏克蘭軍隊撤離傑巴利采韋，頓涅茨克人民共和國和盧甘斯克人民共和國武裝份子佔領該地。VICE新聞其後製作了一段23分鐘長的YouTube報導，追蹤和調查一名來自西伯利亞布里亞特共和國的俄軍士兵巴托·頓巴耶夫（布里亚特蒙古族俄军士兵）之社交網站相片，發現此俄軍士兵曾隨軍從俄羅斯進入烏克蘭國境，後改穿親俄份子的軍服，於傑巴利采韋一帶上傳自拍照片。報導指這次調查證明了俄軍正規部隊在烏克蘭衝突中進行了積極的干預，並認為俄軍的參與是親俄份子能夠支持至今的關鍵。

### 2019年10月施泰因邁爾模式協議

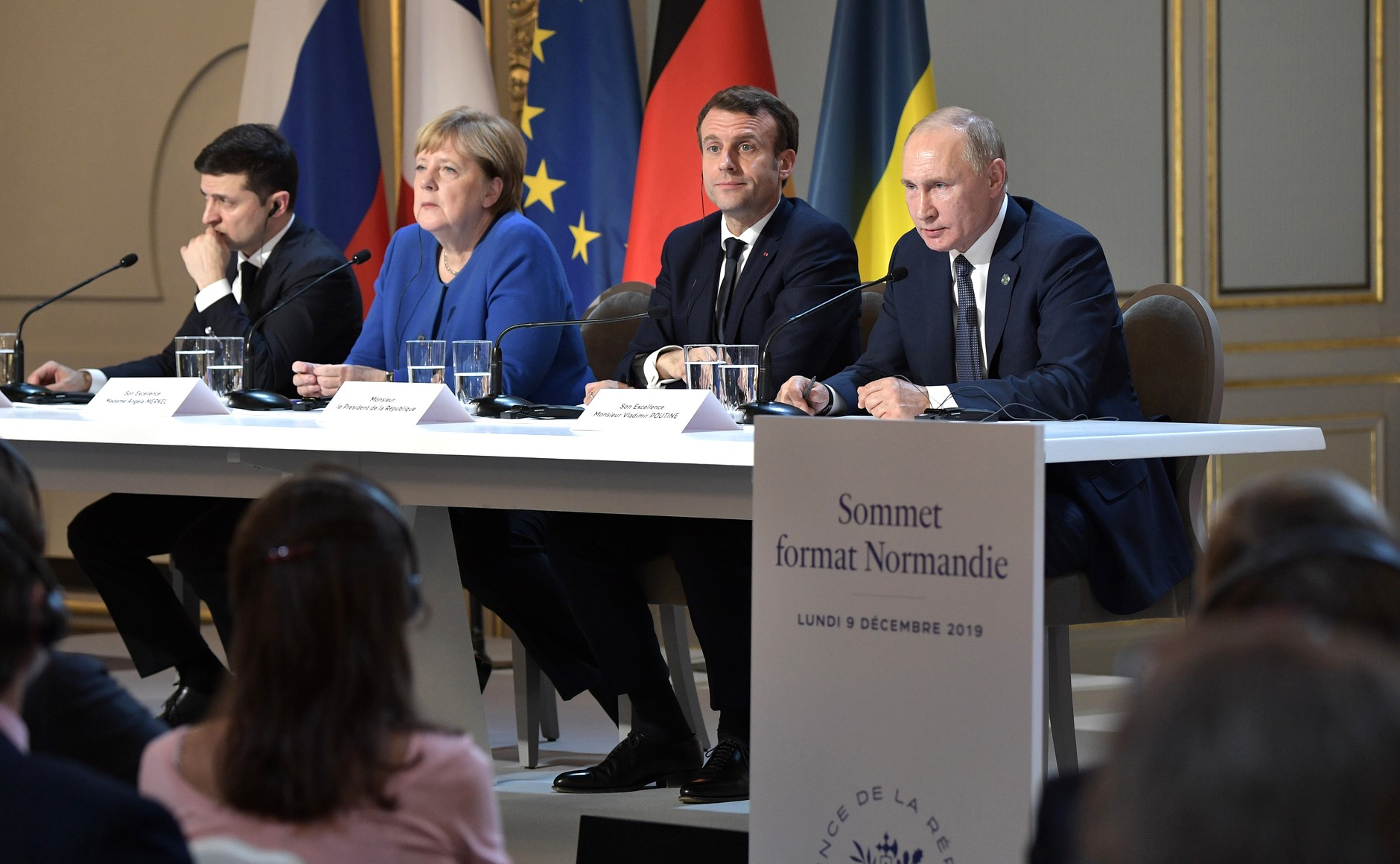
澤倫斯基、默克爾、馬克龍和普京於2019年12月在法國巴黎

2019年4月24日，俄罗斯总统普京签署有关简化乌克兰卢甘斯克州和顿涅茨克州顿巴斯地区居民获得俄罗斯护照的命令。这些居民可以在不放弃乌克兰国籍的情况下申请俄罗斯国籍。此举引发乌克兰和美国抗议。

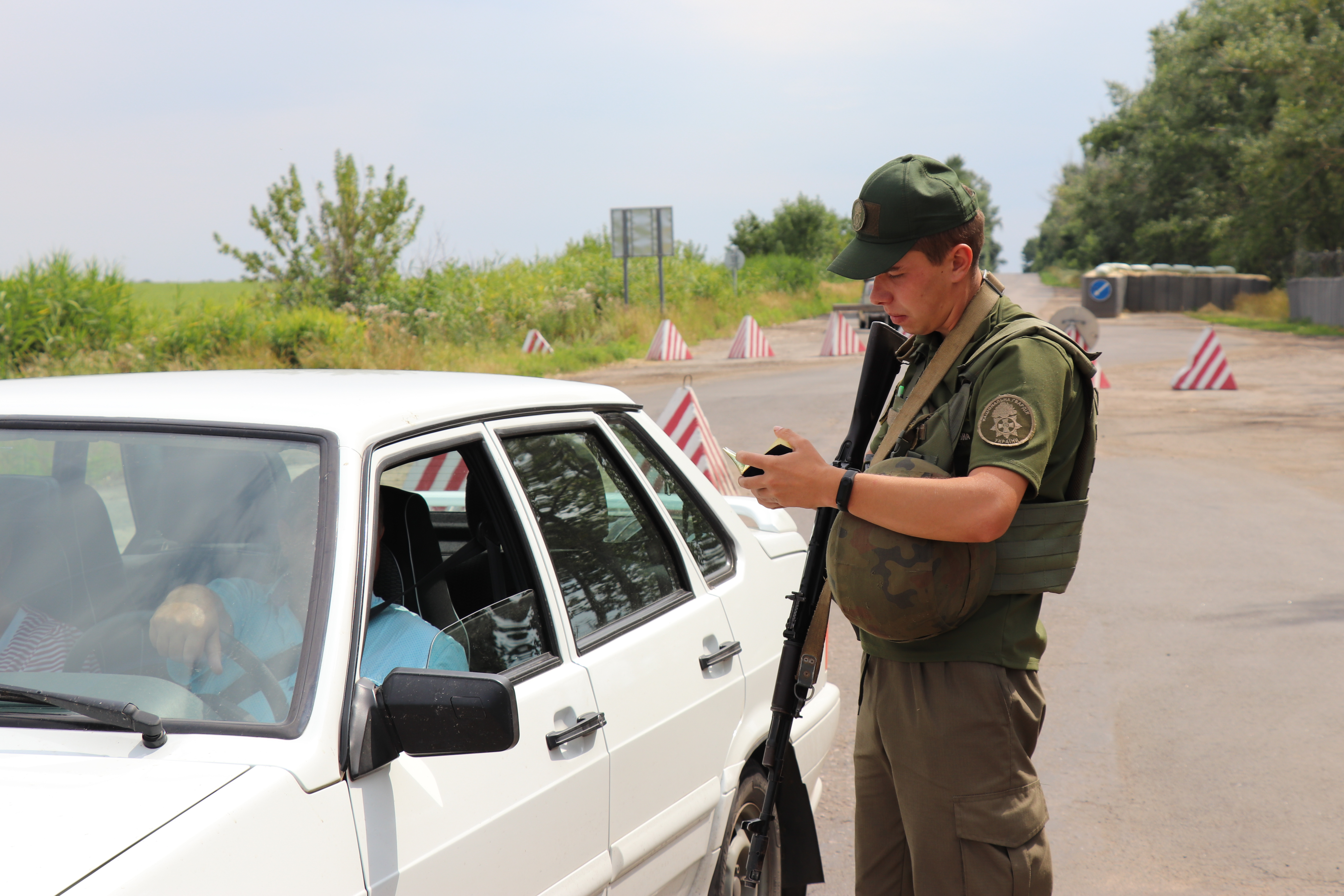
2019 年，乌克兰国民警卫队士兵在反恐行動區附近的安全檢查站。

10月1日，乌克兰问题三方联络小组（乌克兰、歐洲安全與合作組織、俄罗斯）及乌東部武裝代表在白俄罗斯首都明斯克舉行會議，各方以书面形式确认同意施泰因迈尔模式文本。该模式是2015年德國外長施泰因迈尔提出的政治解决方案。施泰因迈尔模式是指在符合乌克兰法律和歐洲安全與合作組織的监督下，在烏東部武裝控制的领土上举行选举並實行自治；同時烏克蘭將單方面從這些領土內撤軍。10月6日，烏克蘭多個城市爆發示威遊行，抗議烏克蘭總統澤連斯基同意施泰因迈尔模式，示威者要求重新談判。
12月29日，烏克蘭與烏東部民間武裝互換戰俘，總人數達到200人。

### 2020年7月停火
2020年的冠状病毒大流行使冲突地区的生活条件恶化。3月的战斗有所增加，有19名平民丧生，比前五个月的总和还多。6月起虽然一些过境点向少数人开放，但顿涅茨克人民共和国引入了新规定，表面上是为了防止冠状病毒的传播，这使得大多数人几乎不可能越过接触线。相反的是与俄罗斯边界完全重新开放。
7月27日，交战双方之间进行了新的（第29次此类尝试）“全面停火”。在乌克兰独立日2020年8月24日的讲话中，总统泽连斯基宣布停火已经持续29天，没有人员伤亡。乌克兰军队于2020年9月6日报告了自2020年7月27日休战以来的首次战斗损失，一名士兵因炮击死亡。

### 2021年
2021年2月22日，乌克兰东部發生交火。2名政府军士兵死亡，3人受伤。4月6日，衝突又導致2名烏克蘭士兵身亡。
4月，烏克蘭總統澤倫斯基表示希望透過外交終止衝突，但是已經準備好若遭到攻擊會自衛，「烏克蘭想要戰爭嗎？不。但是烏克蘭做好戰爭準備了嗎？是的。」。

### 2022年戰事升級
1月，烏克蘭東部局勢衝突危機嚴重加劇，從2021年12月至今年1月，俄羅斯軍隊已在與烏克蘭接壤的頓巴斯地區邊境、及白俄羅斯與烏克蘭的邊境屯兵數十萬名軍事武裝人員及大量的裝甲、坦克車。
24日英國首相鲍里斯·约翰逊受訪表示，若俄羅斯執意入侵烏克蘭，烏克蘭將會是俄羅斯的「第二個車臣」。
2月17日俄羅斯官媒釋出俄軍裝甲車撤離的影片，但俄羅斯仍有大量兵力仍屯駐於頓巴斯邊境與烏克蘭接壤的白俄羅斯邊境，烏克蘭總統澤倫斯基表示除非烏克蘭邊境的俄軍全部撤離，否則俄軍入侵威脅仍然存在。
2月17日同日烏克蘭東部的緊張局勢再次上升，親俄分離主義分子對烏克蘭軍隊控制之地區發動猛烈砲擊，一所幼兒園建築遭到叛軍擊發的砲火損傷並造成三名員工受傷，分離主義政府與烏克蘭雙方均互指控對方違反停火協議。烏克蘭政府發表聲明譴責親俄分離主義分子挑釁的炮擊行為。烏克蘭議員瑪麗亞·梅岑采娃表示俄羅斯打算加強利用、支持親俄叛軍對烏克蘭控制區的攻擊來挑釁烏克蘭，為入侵找藉口。
2月22日俄羅斯總統普京宣布承認分離主義政府控制地區為獨立國家，後隨即以「維和任務」的名義派遣俄軍進入該地區。
2月24日，俄羅斯全面入侵烏克蘭。

## 政府軍與民兵軍備

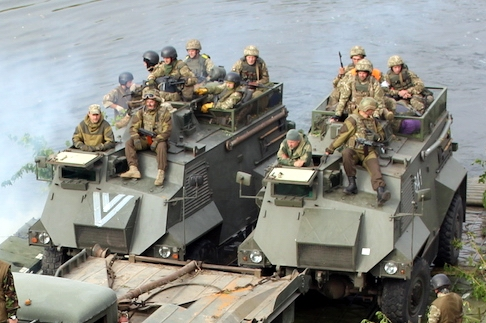
英國販售退役的薩克遜裝甲車予烏克蘭軍投入戰爭

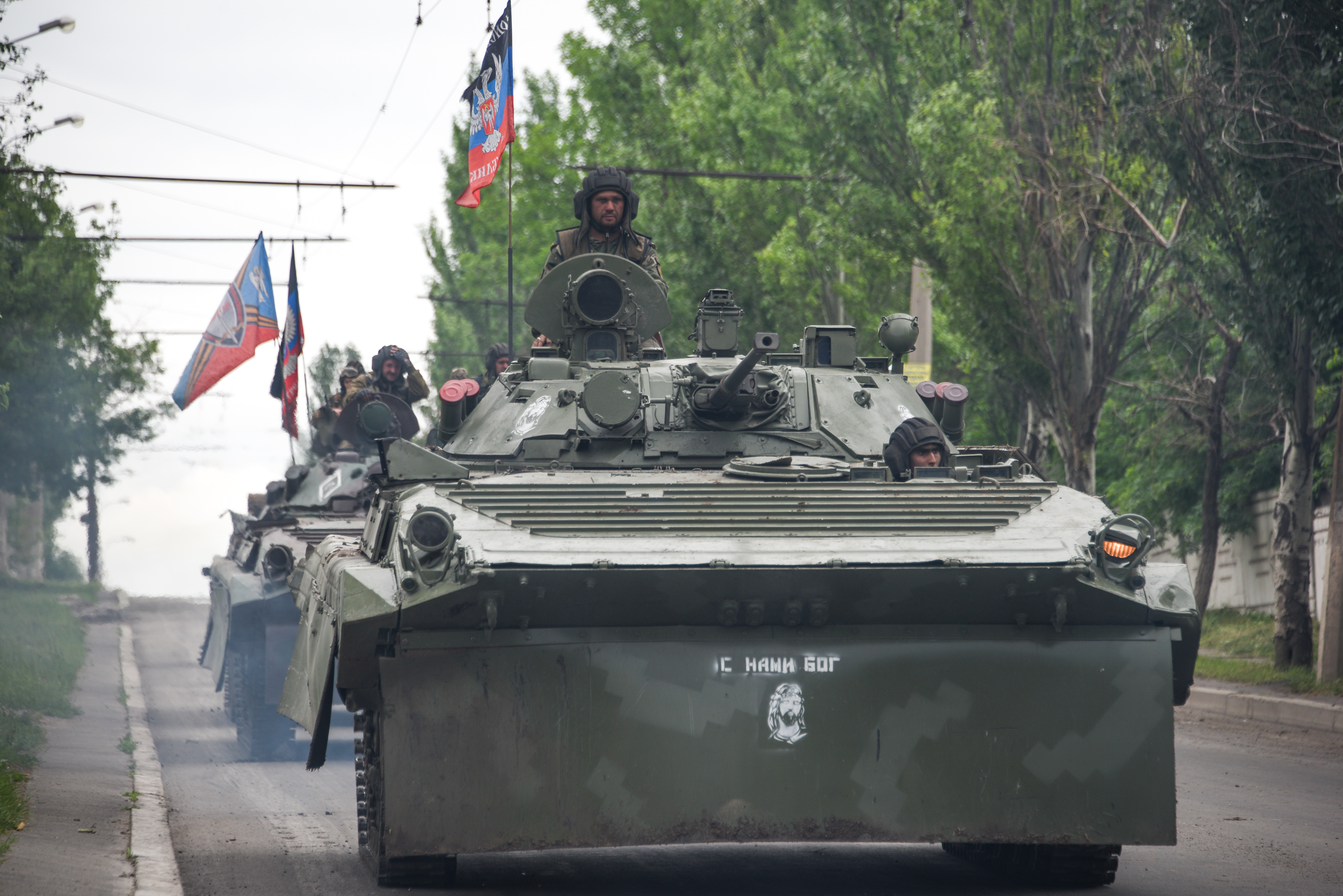
亲俄武装的BMP-2步兵战车

2015年1月24日，英國每日電訊報採訪了乌克兰坦克连长瓦迪姆·奥兹尼，奥兹尼表示他在戰場上遇到了許多T-72，然而烏克蘭政府軍的T-72並不多，因此他認為這些T-72是俄羅斯提供的。
然而根據烏克蘭在1992年蘇聯解體後繼承的烏克蘭陸軍裝備清單裡有1000~1300輛T-72坦克、2100輛T-64坦克，電視台亦有報導過烏克蘭重啟位於哈爾科夫的坦克修理廠，以及BM-21多管火箭炮315輛。烏克蘭也繼承了許多前蘇聯的高端武器例如300輛T-80坦克和烏克蘭改良型的T-84堡壘主戰坦克也能發射尾翼穩定脫殼穿甲彈，T-80使用燃汽輪機發動而非柴油機馬力達1200匹類似美國M-1艾布蘭坦克機動力和火力較強，以及蘇-27戰機、龍捲風多管火箭炮、S-300防空導彈等等、MI-24武裝直昇機、Su-25攻擊機、伊爾76戰略運輸機、蘇-24轟炸機等等，然而這類重裝備在城市巷戰的地形中難以發揮作用。
1月27日俄羅斯電視台報導東烏民兵奇襲攻陷了之前炮擊戈爾洛夫卡的政府軍砲兵陣地，並虜獲大批火炮、裝甲車輛。政府軍措手不及倉皇逃跑，留下了一系列包括軍事地圖在內的軍事機密文件。文件證實之前對城市中醫院、餐廳、幼稚園、學校的炮擊並非誤傷，而是圈定的故意炮擊。
2014年12月6日根據烏克蘭媒體報導在波羅申科遞交人員的新世武器裝備中有大量的新開工坦克以及改進型號，為一個新的現代化。總統頒發證書國有企業軍方新增一百多件裝備：KrAZ卡車，布拉特T-64BM坦克、T-72，和BTR-4E和BTR-3E1U步兵戰車，2S1自行火砲，以及米-8直升機和MI-2。
由於親俄民兵一直缺乏可用於作戰的飛機，因此他們決定修復航空博物館的退役戰機進行作戰。在此之前民兵已修復了一輛原本被改作纪念碑的IS3坦克。以及民兵中有許多前軍工產業技術人員修復了一架在盧甘斯克航空博物館的SU-25戰機。
另外詹氏資訊集團报道，烏克蘭國防部稱：擊毀了烏東的TOS-1火箭炮和铠甲-S1防空系统，這類俄系多管火箭炮烏克蘭並沒有裝備，但詹氏防衛週刊稱無法單獨驗證這訊息的真偽。
目前烏克蘭方面已經將手上幾乎所有可用兵力派遣至烏東前線，並且正在大量收購彈藥與維修零件，頓巴斯方面也得到了俄羅斯提供的T-62坦克、T-72坦克和諸多武器零件，隨時有可能再度爆發大規模衝突。2019年10月起美國总统特朗普向白宫办公厅代理主任米克·马尔瓦尼（Mick Mulvaney）下令临时冻结划拨给乌克兰的军事援助。外界公開理由為“乌克兰境内大量腐败的忧虑”但國際局勢謀略和當時特朗普一起競選爭議可能也有幕後影響，其民主黨對手拜登之子在烏克蘭最大私营天然气公司布里斯马任職董事，據報導特朗普要求烏克蘭調查此人有否涉及不法行為，後來不知為何此事外洩於媒體。此為川普電話門事件。

## 傷亡與損失

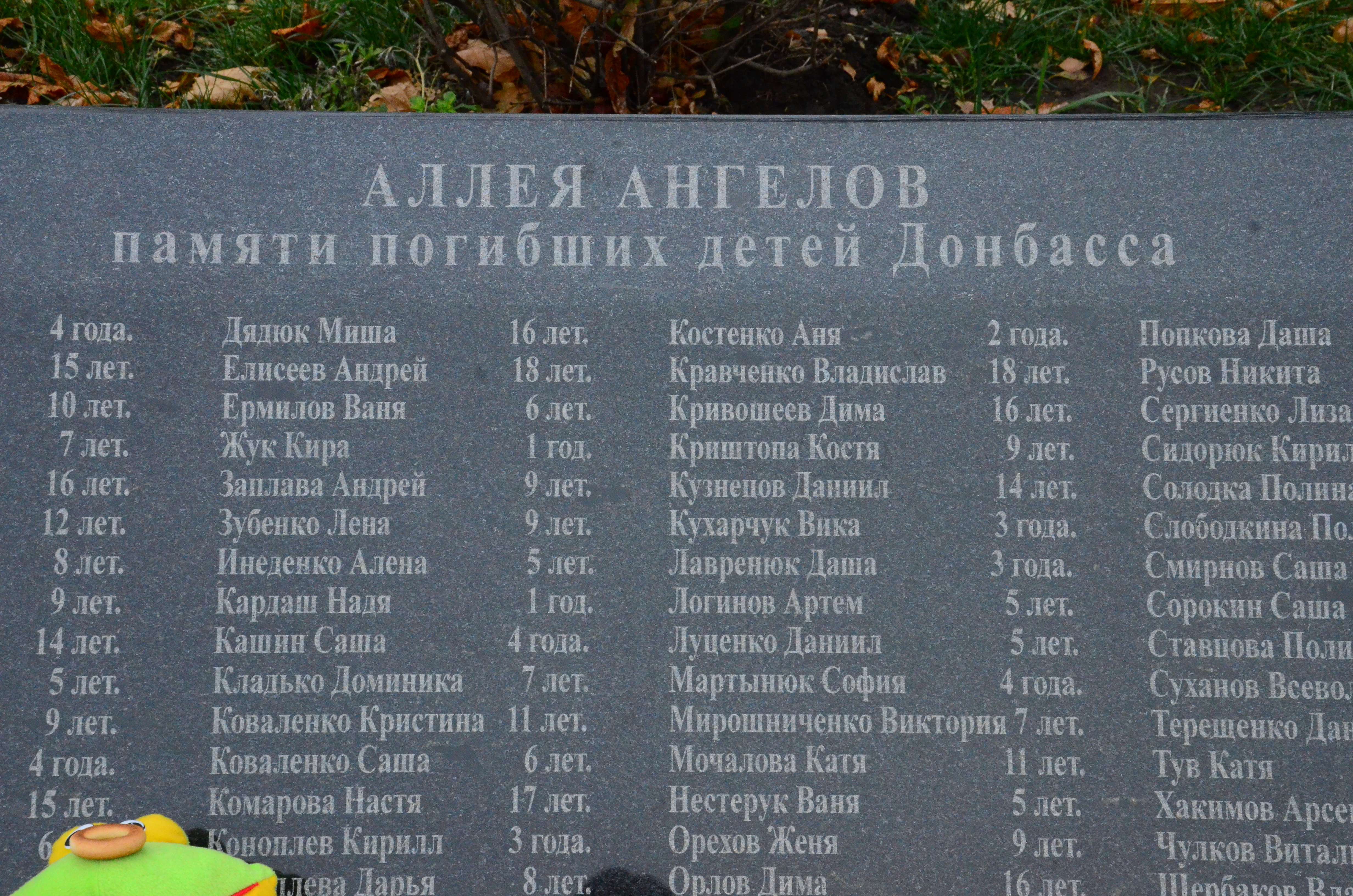
2014-2015年頓巴斯戰爭的兒童受害者

### 平民
據聯合國稱，截至2017年8月，自2014年4月頓巴斯衝突爆發以來，由於敵對行動，共有10225人被殺害，24541人受傷。這個數字包括烏克蘭軍人，親俄羅斯武裝團體的成員和平民。
据俄媒消息称，至2014年9月4日乌克兰东部武装冲突共造成至少3000平民死亡，包括老人、兒童和婦女，東正教堂遭焚毀，約2萬軍人死亡，70萬－100萬難民流離失所，其中大部份去了俄羅斯。
截止2017年8月的平民傷亡為2803人，其中包括在MH17航班墜機中喪生的人。2018年4月21日，聯合國人道主義事務協調辦公室（UN OSHA）表示，自2014年開始在烏克蘭東部的敵對行動中，有2540多名平民被殺，9000受傷。

### 烏克蘭軍隊

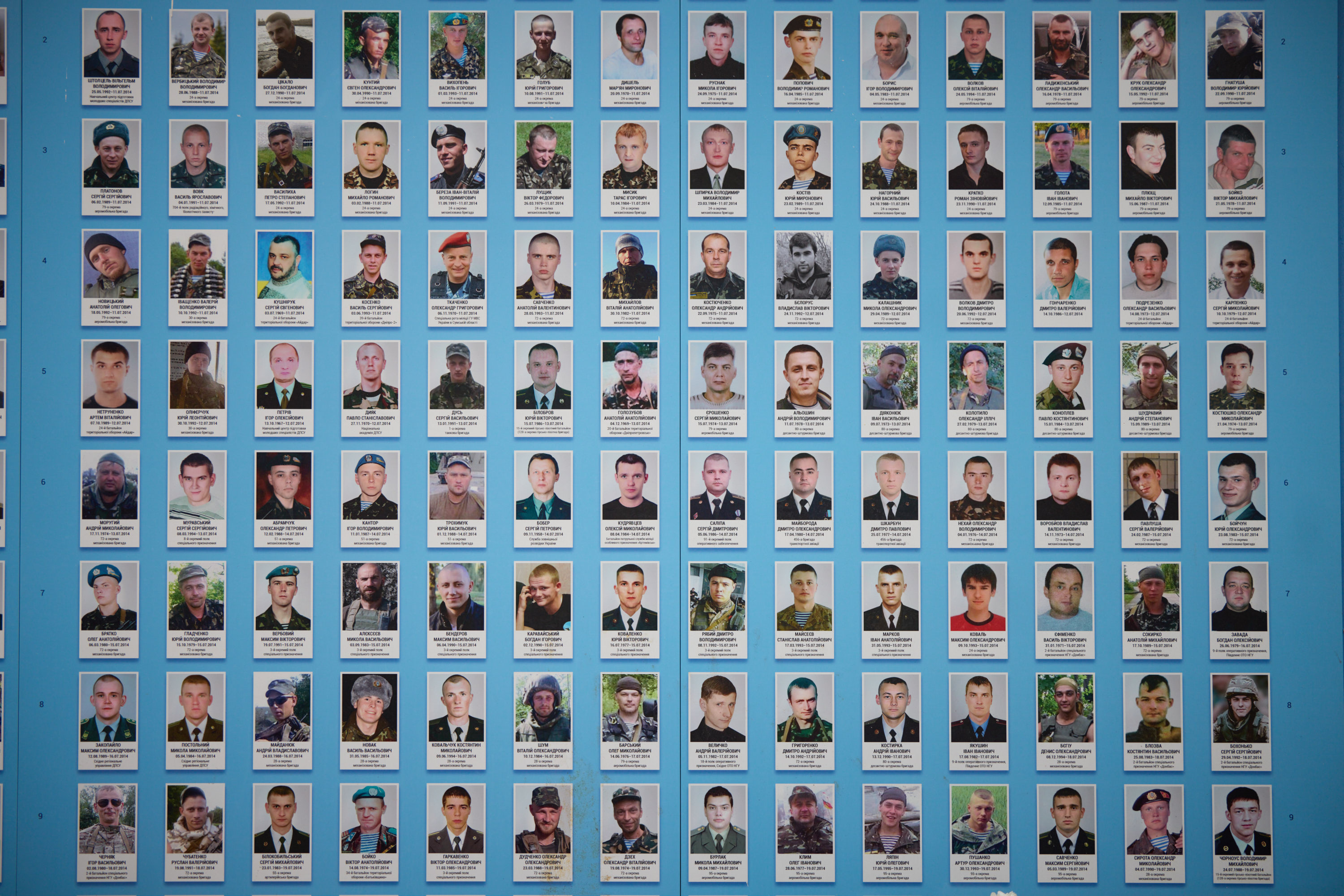
2014年頓巴斯戰爭中陣亡的烏克蘭士兵的壁畫

截至2017年4月至8月，所有烏克蘭執法機構（國民衛隊，特種部隊和邊防軍等）在衝突地區共喪生3587人：其中2652人是戰鬥死亡，而935名非戰鬥死亡。截至2017年10月28日，據烏克蘭武裝部隊總參謀部稱，烏克蘭武裝部隊的戰鬥損失總計2333人死亡，8377人受傷。根據首席軍事檢察官A.馬蒂奧斯2018年4月25日的說法，自反恐行動開始以來，近32.6萬人參加了敵對行動，其中8489人受傷，3784名軍人喪生。同時，在反恐行動中，至少有554人自殺。
烏克蘭國家安全局發言人2016年3月稱，烏克蘭當局估計有1600名俄羅斯軍人喪生。根據美國國務院的資料，截至2015年3月，已有400-500名俄羅斯軍人被殺。截至2018年底，聯合國人權監測團估計衝突中親俄部隊的總損失為5500人。
烏克蘭東南部的地下軍火庫儲存數萬噸的前蘇聯遺留下的武器彈藥，而當地亦有大量兵工廠及熟練的軍工產業技術人員，以及被繳獲的烏軍武器，均成為當地民兵武器來源。2014年9月5日後，乌克兰政府簽訂了明斯克協議，給予東南部2州法律地位，並在同年10月撤換要發展核武的國防部長，但是遭到烏克蘭民族主义者反對，他们要求繼續作戰行動。而國會議長和班德拉組織右區組織等政黨也支持繼續作戰。在2013年政變後烏克蘭政府軍大量臨時徵召缺乏訓練的新兵上戰場，乌克兰利沃夫州和西部軍民組織烏克蘭國民警衛隊，以清洗和清算前政府亞努科維奇時代留下的政府軍和特戰單位，許多部隊都因對此政策不滿而前往烏克蘭東部加入當地民兵與基輔作戰。
据分离主义武装单方面統計，在2015年1月中的15天內烏軍死亡了1435人。

### 親俄武裝
親俄武裝報告稱，到2015年2月，他們最多損失了1,400人。聯合國報告稱，到2021年12 月底，有6,500名親俄武裝分子被殺。
| 年       | 人數  |
| -------- | ----- |
| 2014     | 2,084 |
| 2015     | 954   |
| 2016－17 | 229   |
| 2018－19 | 82    |

## 人道關注

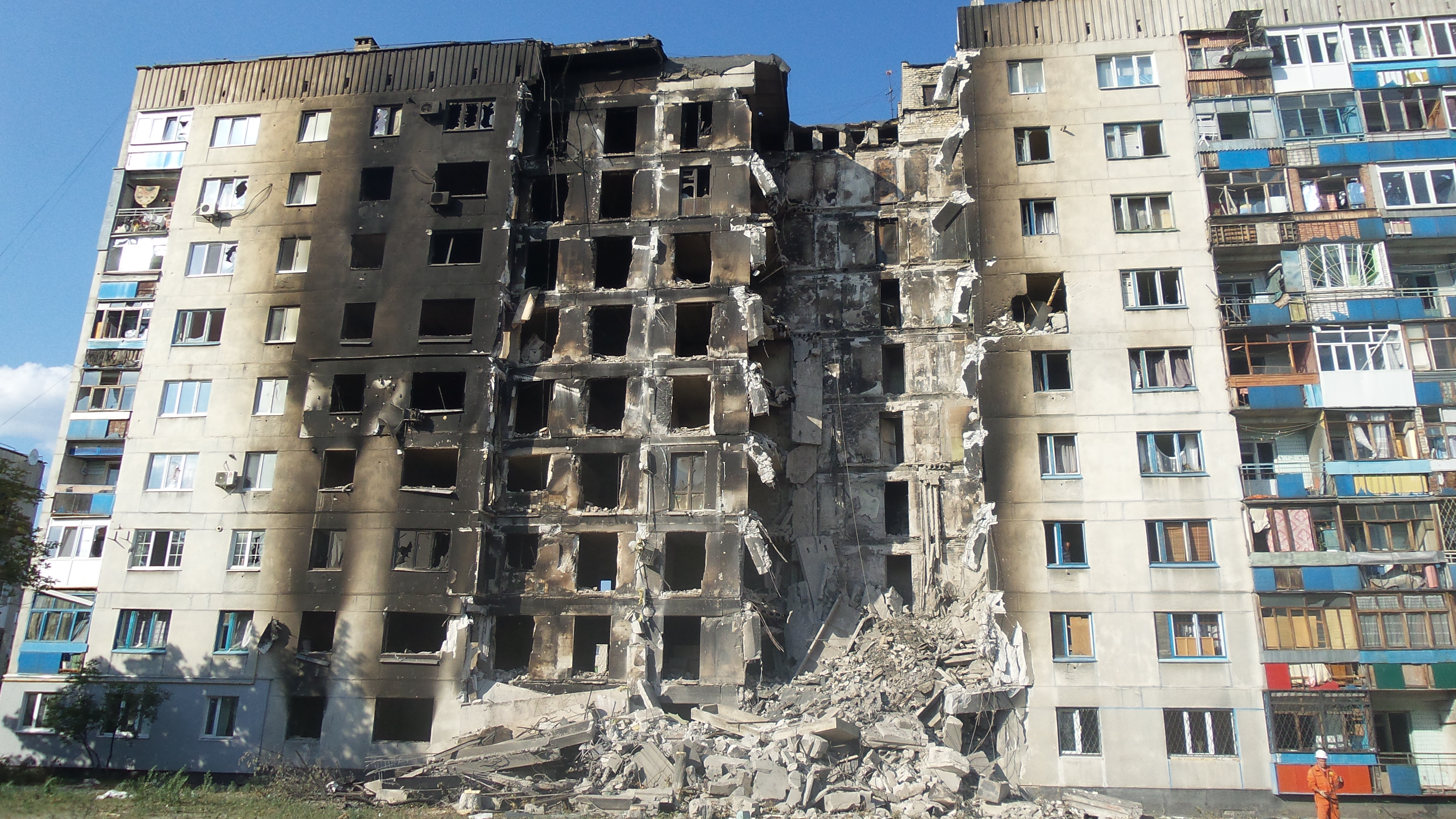
2014 年 8 月 4 日，利西昌斯克一座受損的建築。

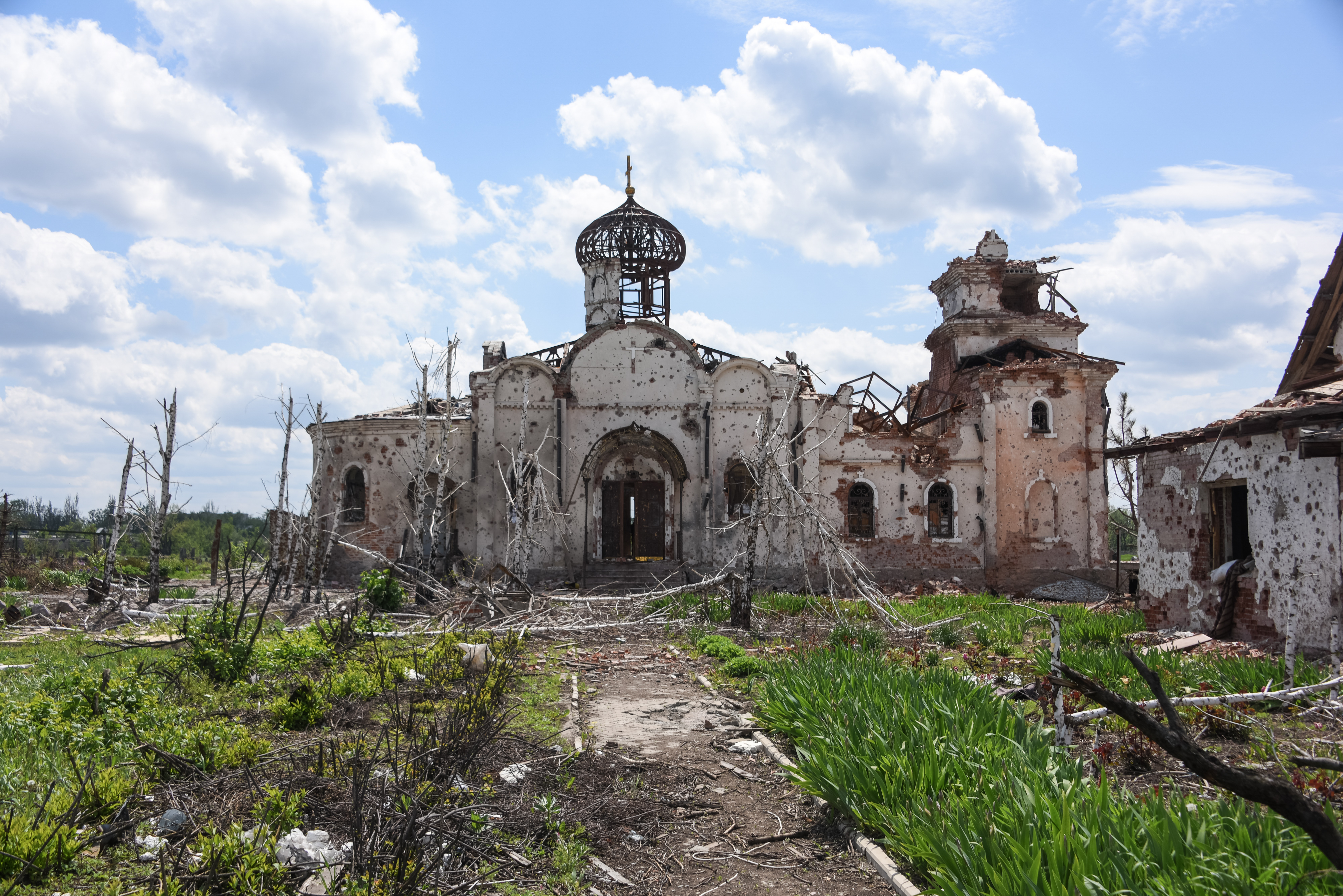
頓涅茨克機場附近的Iversky修道院遺跡，2015年5月。

聯合國觀察到隸屬於頓涅茨克人民共和國和盧甘斯克人民共和國的（武裝）支持者控制的領土上的人權狀況出現“令人震驚的惡化”。 聯合國報告記載許多主要由頓涅茨克人民共和國軍隊實施的有針對性的殺戮、酷刑和綁架案件。 聯合國還報告了對記者和國際觀察員的威脅、襲擊和綁架，以及對烏克蘭統一支持者的毆打和襲擊。 俄羅斯政府及其支持者批評了這些報導，並說它們是“出於政治動機”。
人權觀察的一份報告稱，“烏克蘭東部的反基輔部隊正在綁架、攻擊和騷擾他們懷疑支持烏克蘭政府或認為不受歡迎的人…反基輔叛亂分子正在使用毆打和綁架來傳遞這樣的信息：任何不支持他們的人最好閉嘴或離開”。 烏克蘭方面，例如奧列格·利亞什科（Oleh Lyashko）所統帥的民兵和艾達爾（Aidar）地方防衛作戰營也多次毆打、綁架和可能處決當地居民。
國際特赦組織指出，親基輔的志願戰鬥群體經常阻止人道主義援助進入烏克蘭東部。8月，親俄叛亂分子指揮官伊戈爾·斯特列爾科夫的高級顧問伊戈爾·德魯茲說：“在緊急狀態下，我們曾多次開槍處決以防止混亂。因此，我們的部隊、那些從斯洛文尼亞撤出的人，紀律嚴明”。 伊戈爾·斯特列爾科夫到2015年底，在頓涅茨克人民共和國和盧甘斯克人民共和國合併的領土內有79個地方關押了被綁架的平民和戰俘。
聯合國人權事務高級專員辦事處 (OHCHR) 於 2014 年 7 月 28 日發布的一份報告稱，根據“保守估計”，自4月中旬以來，至少有1129名平民在戰鬥中喪生，至少3442人受傷。 報告顯示，頓涅茨克州和盧甘斯克州的財產和基礎設施損失至少達 7.5 億美元。 人權觀察表示，烏克蘭政府軍、親烏克蘭政府準軍事組織和分離主義群體在襲擊平民區時使用了BM-21火箭炮，稱“在人口稠密地區不分青紅皂白地使用火箭彈違反了國際人道主義法或戰爭法，並可能構成戰爭罪”。 《紐約時報》報導說，平民的高死亡率“使烏克蘭東部的民眾對烏克蘭的親西方政府充滿怨恨”，這種情緒有助於“刺激招募”叛亂分子。 到2015年1月上旬，儘管2014年9月上旬簽署了明斯克協議，但戰爭造成的死亡人數已上升至4707人。
由於衝突，“接觸線”兩側的頓巴斯地區大片地區已被地雷和其他戰爭遺留爆炸物（ERW）污染。 據駐烏克蘭的聯合國人道主義協調員稱，2020年，烏克蘭是世界上受地雷影響最嚴重的國家之一，自2014年衝突開始以來，已有近 1,200 起因地雷/戰爭遺留爆炸物造成的傷亡事件。 聯合國兒童基金會於 2019年12月發布的一份報告稱，有172名兒童因地雷和其他爆炸物受傷或死亡，超過750所教育設施遭到破壞或摧毀，430,000名兒童生活在與戰爭有關的心理創傷中。
雖然俄方一直宣稱烏克蘭在這次衝突中有系統地消滅頓巴斯（親俄）人民，但歐洲安全與合作組織（OSCE）負責2014年起監察烏克蘭衝突的部門表示並沒有發現任何支持俄羅斯的「系統性滅絕」說法的證據。

## 各界反應

### 俄羅斯

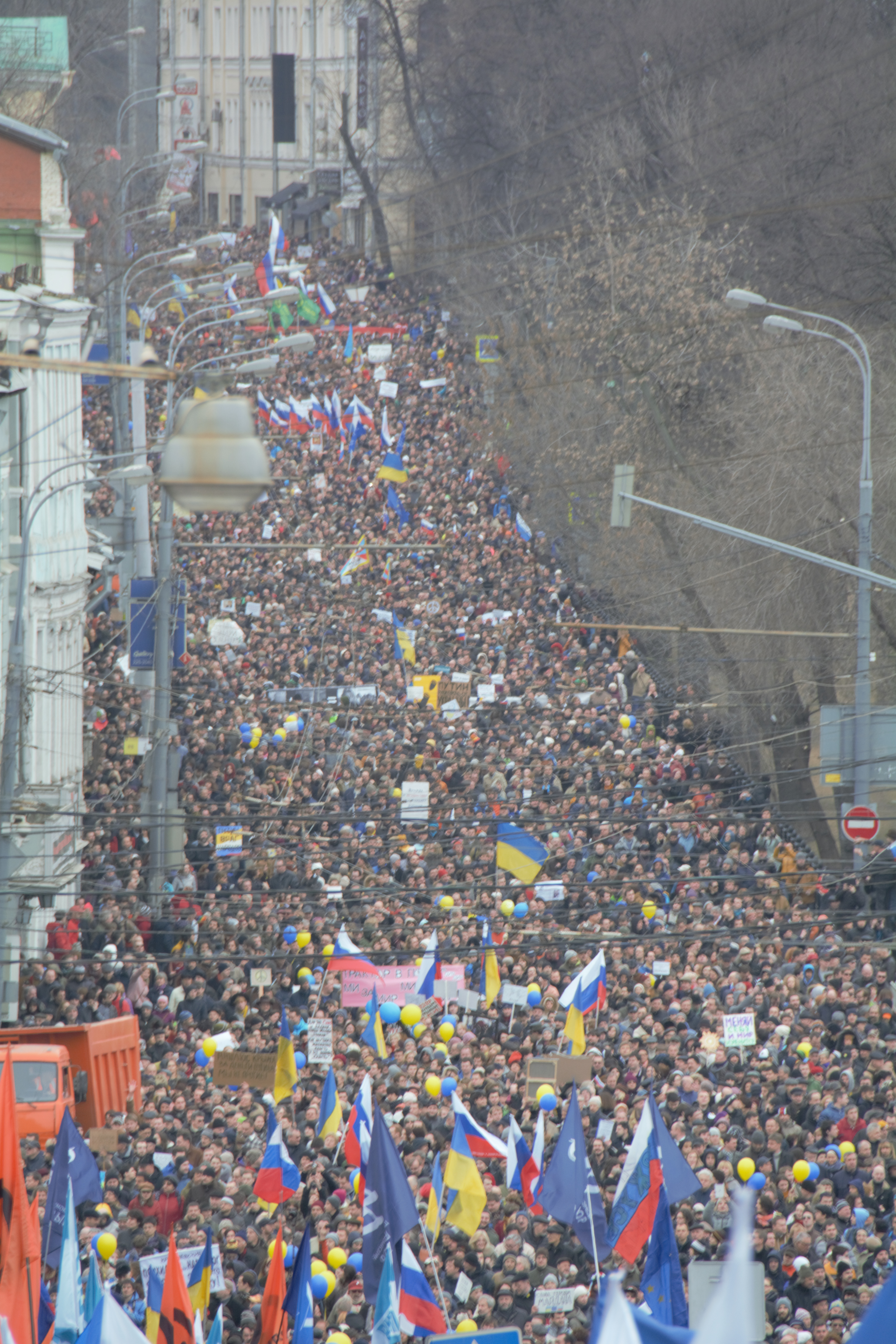
莫斯科的“和平與自由遊行”是俄羅斯反戰抗議活動之一。

2015年1月份俄羅斯國內許多老百姓認為西方「國際主流媒體」卻依然聚焦在只死了12個人的法國查理週刊事件和穆斯林恐怖主義，而在烏克蘭也有許多俄羅斯記者被殺。
2015年1月11日克里米亞共和國檢察官纳塔利娅·波克隆斯卡娅在Twitter留言表示：「戈爾洛夫卡（烏東城市）被白磷弹的炮擊淹沒了！就是現在！正中居民聚集區。巴黎的那幫小丑們現在在哪裡呢？」
據今日俄羅斯電視台報導，俄羅斯總統普京稱，在烏克蘭的內戰中實際可能有一支北約部隊和外籍雇傭兵參與其中。所謂的烏克蘭軍隊實際上就是北約，他們的目的不是保護烏克蘭的國家利益而是透過地緣政治試圖遏制俄羅斯。
俄羅斯前任副總理鮑里斯·涅姆佐夫撰寫報告稱：至少220名俄軍士兵死於這場戰爭之中。

### 顿涅茨克人民共和国
2018年8月31日，共和国總統兼總理扎哈尔琴科于顿涅茨克市中心咖啡馆被汽车炸弹袭击而身亡。

### 卢甘斯克人民共和国
2017年11月21日，一群穿着无标志军服的武装人员在卢甘斯克首都市中心发动政变，这与卢甘斯克人民共和国首脑的伊戈尔·普罗特尼茨基和之前遭到解除职务的内政部长伊戈尔·科内之间的权力斗争有关 三天后，分裂主义者的网站声称，普罗特尼茨基因“健康原因”已经辞职，多次战争伤口以及爆炸伤害的影响了他的健康。 该网站表示，帕谢奇尼克被任命为代理领导人，“直到下一次选举。” 俄罗斯媒体报道说，普罗特尼茨基已于2017年11月23日從卢甘斯克人民共和国逃到俄羅斯。 11月25日，由38名成員組成的盧甘斯克人民共和国人民委员会一致通过了普洛茨基茨基的辞呈。 帕谢奇尼克宣布他坚持明斯克协议，声称“共和国将始终如一地执行这些协议下所采取的义务。” 在2018年3月30日，帕谢奇尼克说：“我们卢甘斯克人民共和国的经验可以帮助所有乌克兰地区最终获得自由和独立，然后我们可以共同宣布建立一个新的乌克兰（邦联），让不同民族和文化的人民自由生活。”

### 乌克兰
烏克蘭國會決定將俄羅斯界定為侵略國，並將烏克蘭東部的親俄武装認定為恐怖組織。
烏克蘭總理阿爾謝尼·亞采纽克表示，俄羅斯不只違反明斯克協議，也違反了國際法和人道的基本凖則。
2015年2月11日烏克蘭前總理尼古拉·阿扎羅夫表示：主要的原因是烏克蘭的違憲政變本身是個錯誤，無論是政府和反對派。前烏克蘭總理舉行推動烏克蘭聯邦化，希望作為在該國的局勢穩定的唯一保障。

### 聯合國

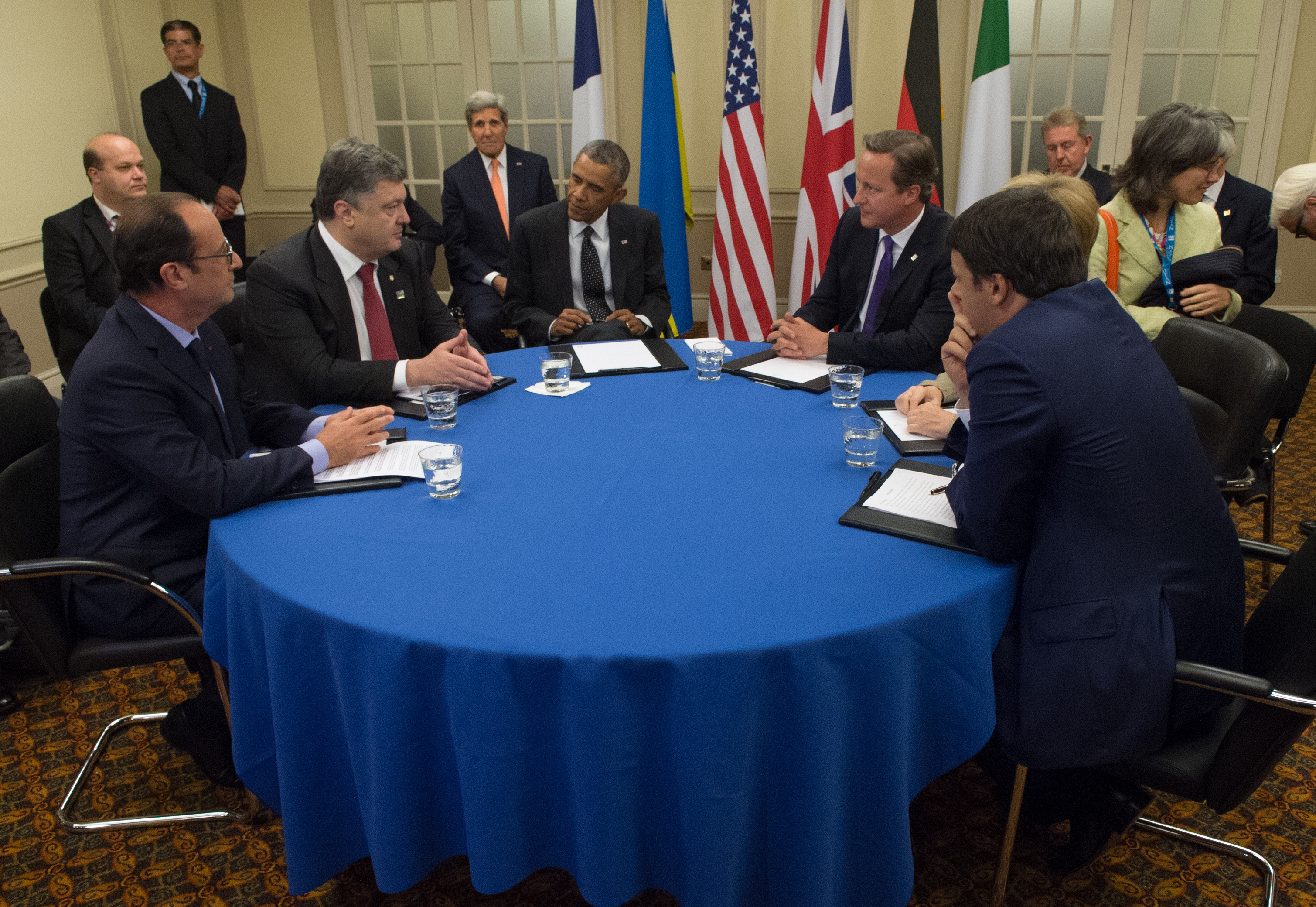
烏克蘭總統波羅申科於2014年9月4日在紐波特舉行的北約峰會期間與巴拉克·奧巴馬和其他西方領導人交談。

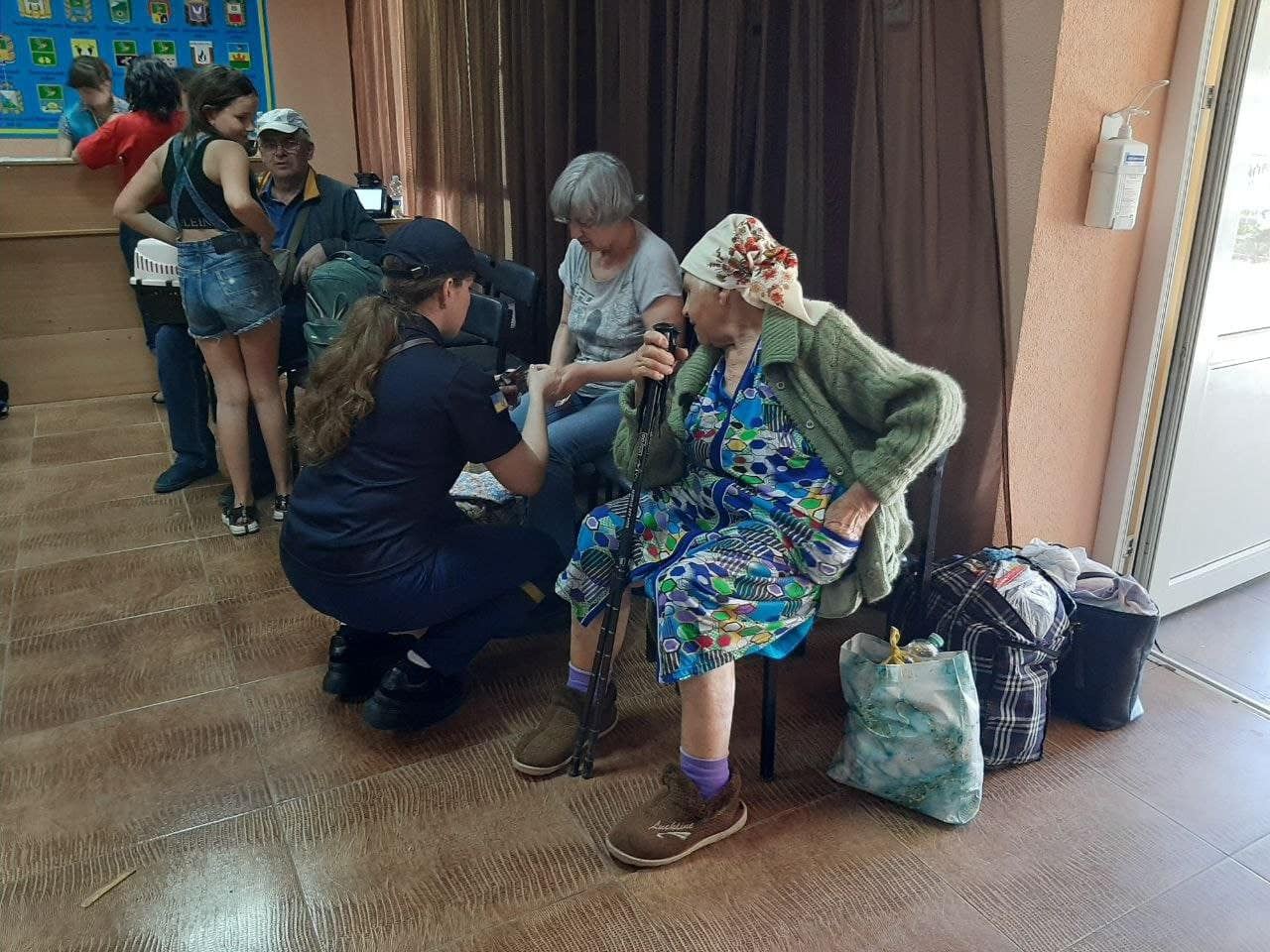
俄羅斯入侵烏克蘭頓巴斯期間，來自哈爾科夫和盧甘斯克被佔領土的流離失所者。

2015年1月18日，聯合國秘書長潘基文對在烏克蘭政府軍於東部城市頓涅茨克為了重新控制機場而向武裝分子發起了猛攻，並導致十多人死亡一事發表聲明，對這一事態表示警惕。他亦强烈呼吁各方遵守《明斯克议定书和谅解备忘录》中所做的承诺，立即和全面停止行动，並支持所有缓解局势的努力，以及重启旨在恢复乌克兰稳定与领土完整的真正的和平进程。
聯合國主管政治事務的副秘書長費爾特曼（Jeffrey D. Feltman）表示，在烏克蘭東部故意針對平民所發生的火箭彈攻擊違反國際法，並且聲稱這些火箭彈是由一個親俄民兵所控制的地區發射的。

### 中华人民共和国
2014年3月，联合国安理会就克里米亚公投问题决议草案进行表决，中國常駐聯合國代表劉結一谴责了乌克兰武装冲突中针对平民的暴力活动。2015年1月26日，劉結一呼籲雙方儘速在烏克蘭東部實現停火。俄罗斯总统普京表示“感谢中国人民和中国政府对克里米亚和乌克兰问题的深思熟虑”。

### 欧盟
歐盟外長會議於2015年1月30日決定延長對俄羅斯的經濟制裁至2015年9月。

#### 德国
2015年1月15日，德國總理默克爾表示俄羅斯併吞克里米亞違反國際法，因此不會邀請普京參加七國峰會。2015年1月23日，德國副總理西格瑪爾·加布里爾表示：歐洲需要經濟上強大的俄羅斯。歐洲需要一個緊密聯繫，不僅面向美國，也需要面向俄羅斯。
德國對於烏克蘭事件是否擴大經濟制裁持保留態度，德國在俄羅斯有6200家企業，俄德兩國貿易額超過800億美元，德國有30萬个工作崗位和俄羅斯市場相關。
2015年2月2日在白俄羅斯首都明斯克會談，俄羅斯總統普京，德國默克爾，法國奧朗德，烏克蘭波羅申科，各國總統舉行會議，各方在烏克蘭東部的危機形勢下努力尋找出路。

#### 法國
2014年12月7日法國總統奧朗德突訪俄，法國和俄羅斯均贊成立即停止流血衝突，找到互相接近的途徑，包括恢復，烏克蘭統一的政治空間普京對會談滿意，法國是烏克蘭危機以來第一個訪問俄羅斯之國家元首。
2015年1月5日，奧朗德說「我们想要的是对乌克兰领土完整的尊重，要他（普京）不再支持分离主义分子」，並且表示若目前烏克蘭的局勢有所發展，可能會解除對俄羅斯的制裁。
2015年2月6日法國總統奧朗德和德國總理梅克爾前往俄羅斯莫斯科會談，奧朗德指出應該給予烏克蘭東部地區更多自主權，以及建立非軍事區。

#### 希腊
希臘先前反對引進針對俄羅斯的歐盟新制裁，擔心歐盟經濟可能會惡化，加重債務增加人民的經濟負擔。此外，總理阿萊克西斯·齊普拉斯上任一個半小時後，在雅典會見了俄羅斯大使，以及新政府的成員已多次表達了對莫斯科的同情。但是歐盟於2014年9月30日決定延長制裁後，2015年1月希臘新上台的左翼聯盟政府一改先前的態度，支持歐盟此項決議。根據今日俄羅斯報導，美國經濟學家保羅·克雷格·羅伯茲對希臘建議：與俄羅斯合作將拯救希臘的經濟和債務被歐盟的施壓，美國政治學家指出，西方反過來要讓新的希臘當局明白自己不會讓步，不要繼續與地中海國家的人民趁火打劫，也警告不要與俄羅斯合作。該報導指出，在當人們得知希臘政府的組成將包括與莫斯科建立關係的那一刻，西方發動了對希臘股指和證券市場的攻擊。因此，在公債殖利率提高2.66點至6.69％，而雅典證券交易所指數下跌了9％，至三年低點。

### 以色列
以色列表示：以色列願成為俄羅斯與烏克蘭的中間人，以色列願幫助促進俄羅斯和烏克蘭關係正常化，並稱以色列的中立路線為斡旋奠定良好基礎。 

### 美国
美國財政部長賈克·盧表示國際制裁已對俄羅斯經濟造成壓力，美國與其盟友可能對俄羅斯繼續實行更嚴厲的制裁。

### 金融機構
因為俄羅斯經濟持續受到國際制裁與油價下跌的影響，標準普爾決定將俄羅斯主權信用評級調至「垃圾級」。